# Музей Гетті

Вілла Гетті. Копія античної скульптури «Відпочинок Гермеса»

Музей Гетті (J. Paul Getty Museum) — найбільший художній музей у Каліфорнії.

## Розташування та відділи

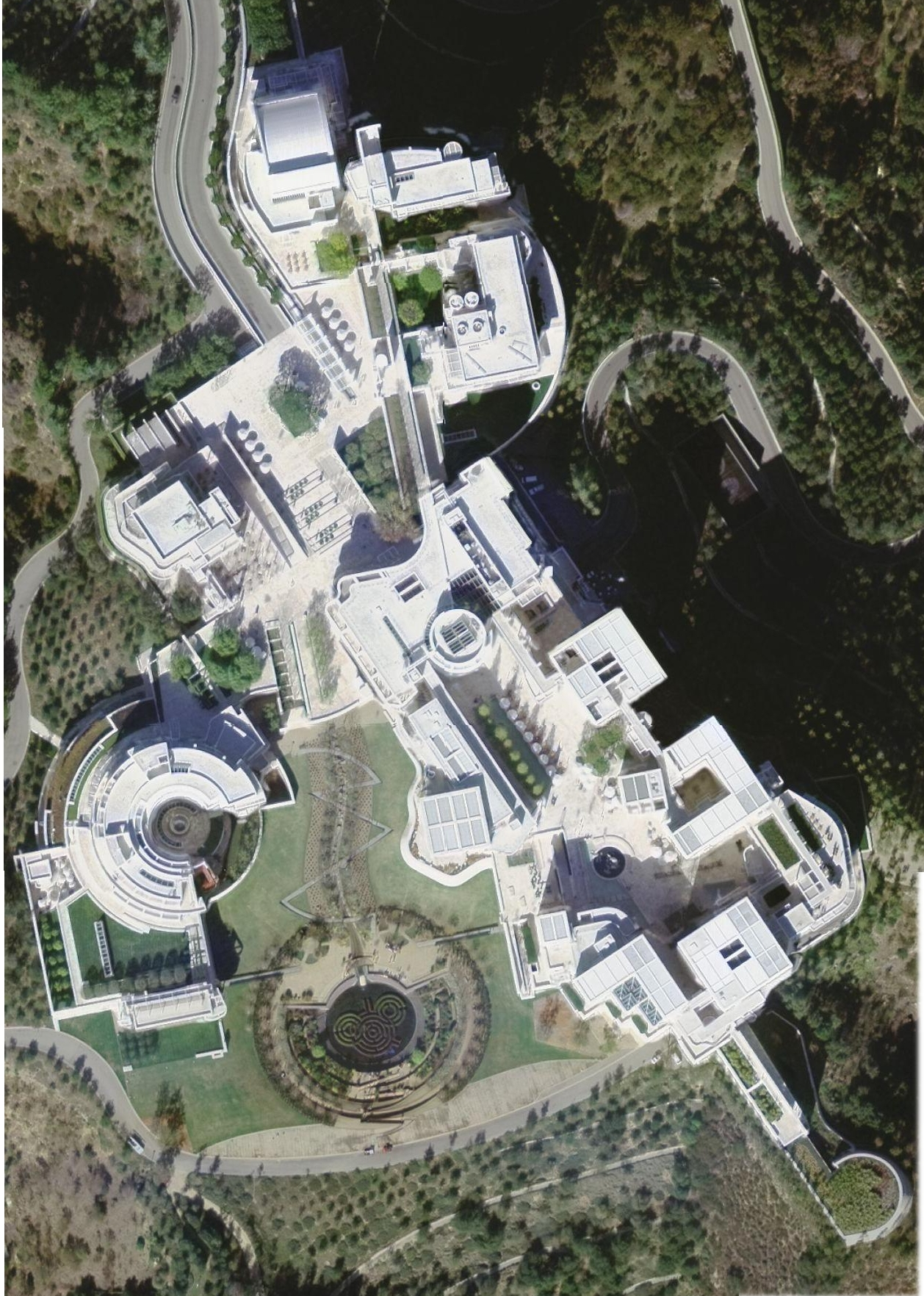
Центр Ґетті, вигляд з неба, фото 2007 р.

З грудня 1997 року розташований Лос-Анджелесі у сучасній будівлі Центру Гетті, будівництво якого коштувало 1,2 млрд доларів (архітектор Річард Мейер). Музейні збірки античної доби експонуються на Віллі Гетті в Пасіфік-Палісейдс (побудована за зразком Вілли Папірусів в Геркуланумі). Вхід до музею безкоштовний.

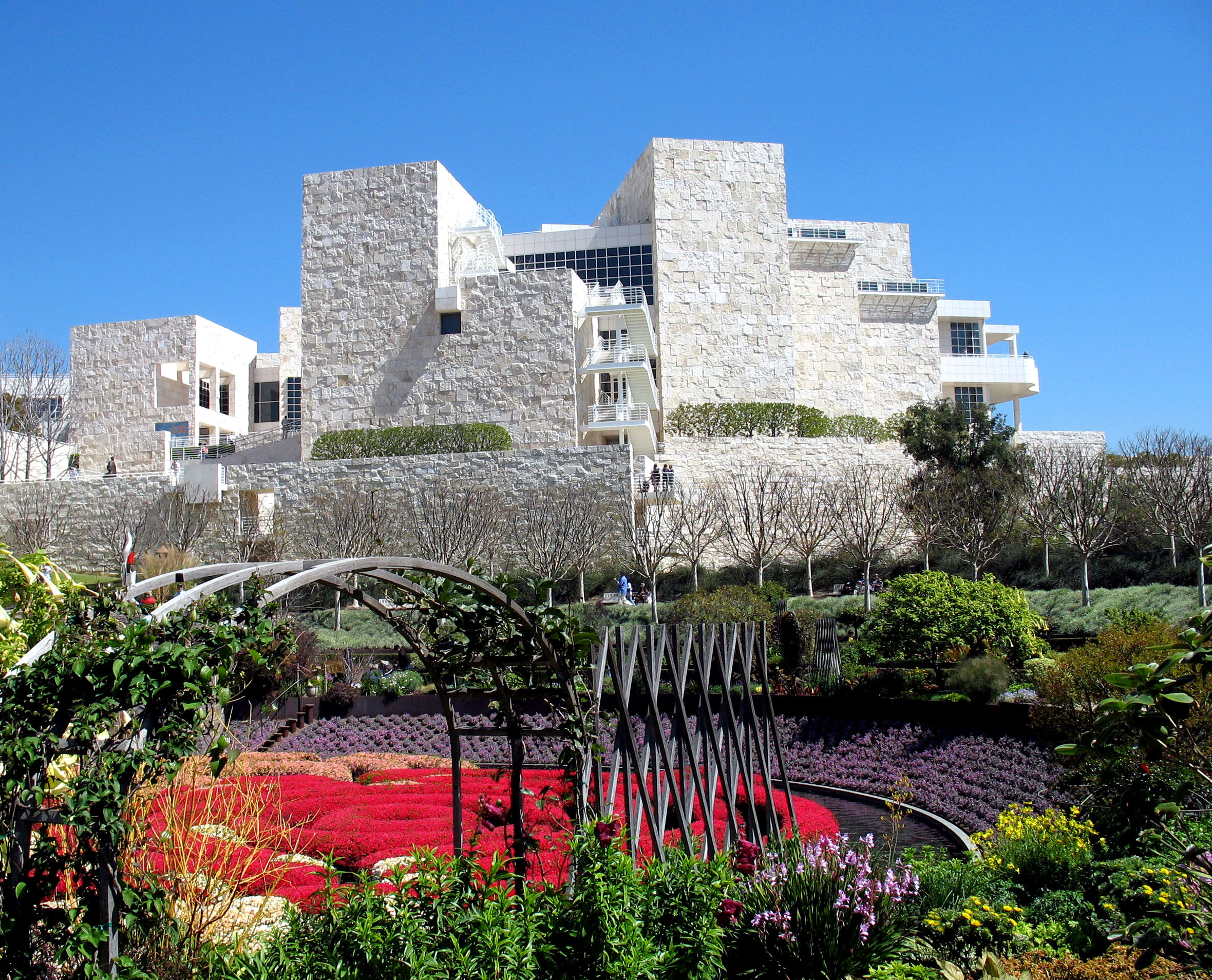
Музей Гетті і Центральний сад, фото 2008 р.
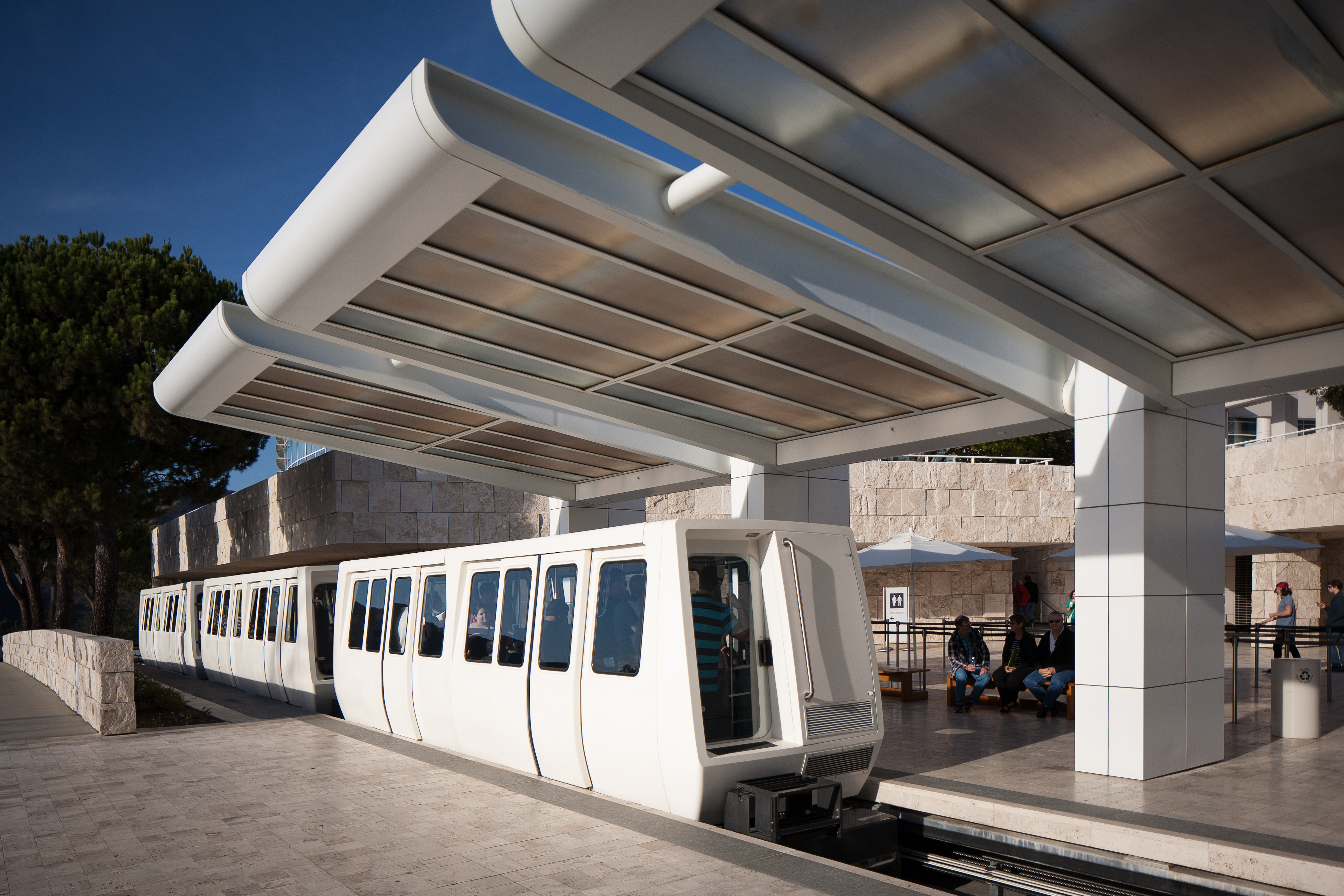
Лос-Анджелес. Трамвайна зупинка Гетті Центр, фото 2013 р.
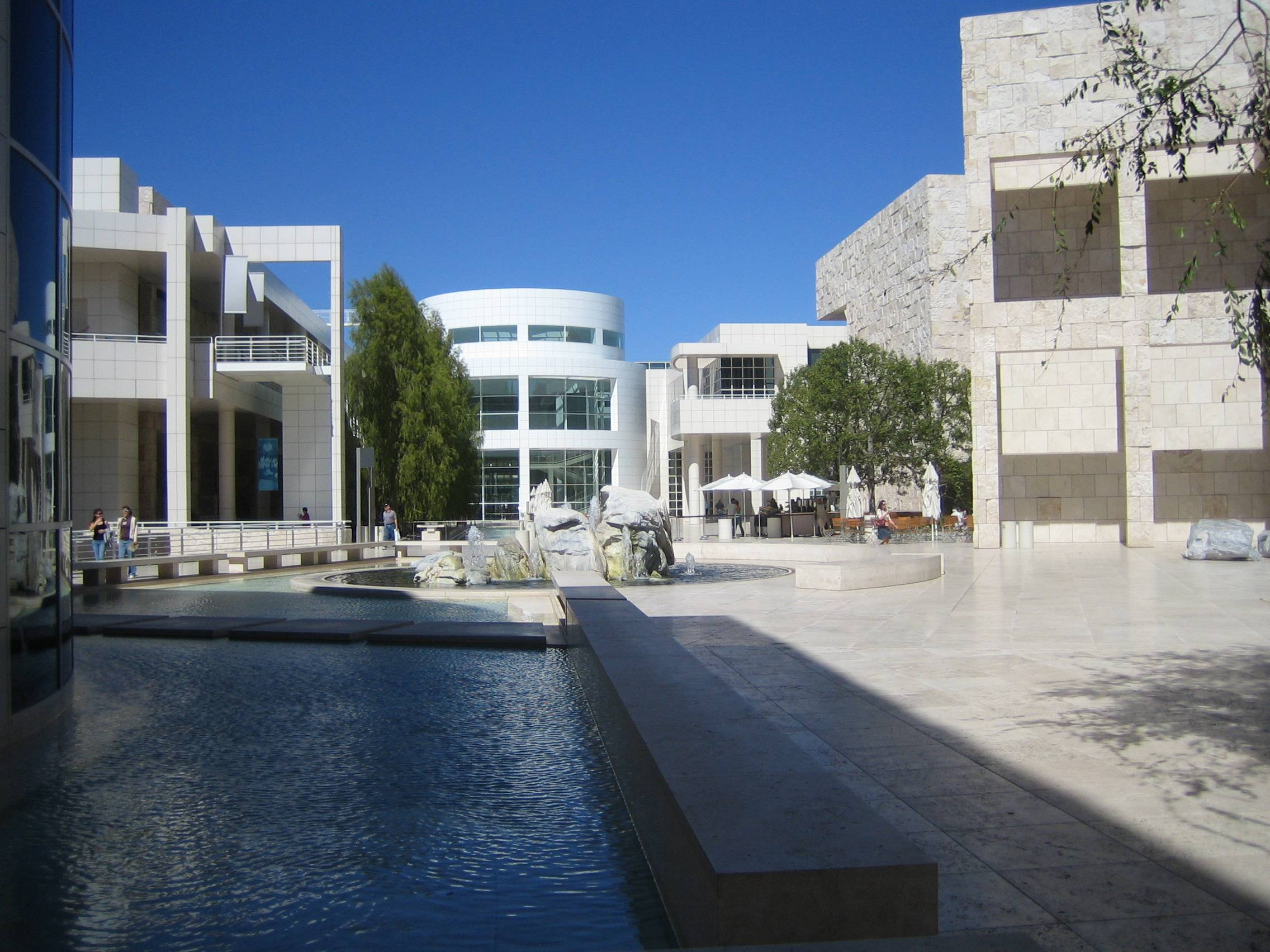
Центр Гетті, майдан в центрі і садова ділянка у внутрішньому дворі, фото 2006 року.
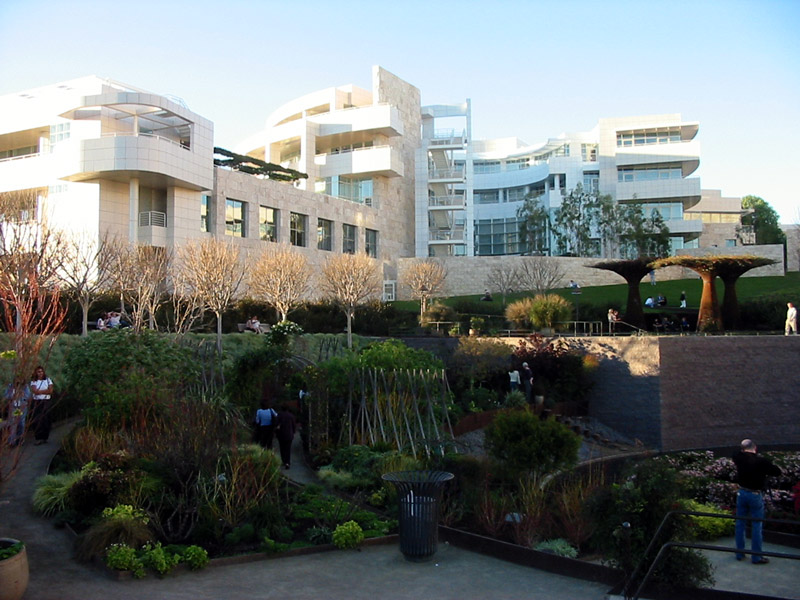
Центр Гетті, вигляд з Центрального саду, фото 2004 року.

## Заснування
Музей був заснований нафтовим магнатом Полом Гетті (1892—1976), який був до часу смерті найбагатшою людиною світу. Залишені ним на потреби музею багатомільярдні статки зробили музей Гетті найспроможнішим набувачем творів «старих майстрів» та античної скульптури на престижних аукціонах Лондона і Нью-Йорка.

## Активність придбання і скандальна слава
Керівництво музею настільки завзято взялося за скуповування полотен великих художників, що протягом 1980-х років їх звинувачували у створенні штучного ажіотажу на ринку творів мистецтва, який призвів до позамежного підвищення цін. Водночас це зробило музей Ґетті своєрідним монополістом з придбання видатних творів мистецтва на мистецьких аукціонах.
У 2006 р. Центр Гетті виявився замішаним у скандалі, пов'язаному з контрабандним вивезенням античних старожитностей з Італії та Греції (таких, як бронзовий «Атлет з Фано»). Італійський уряд зажадав у музею повернути всі цінності, вивезені з країни незаконним шляхом.

## Обрані мистецькі колекції

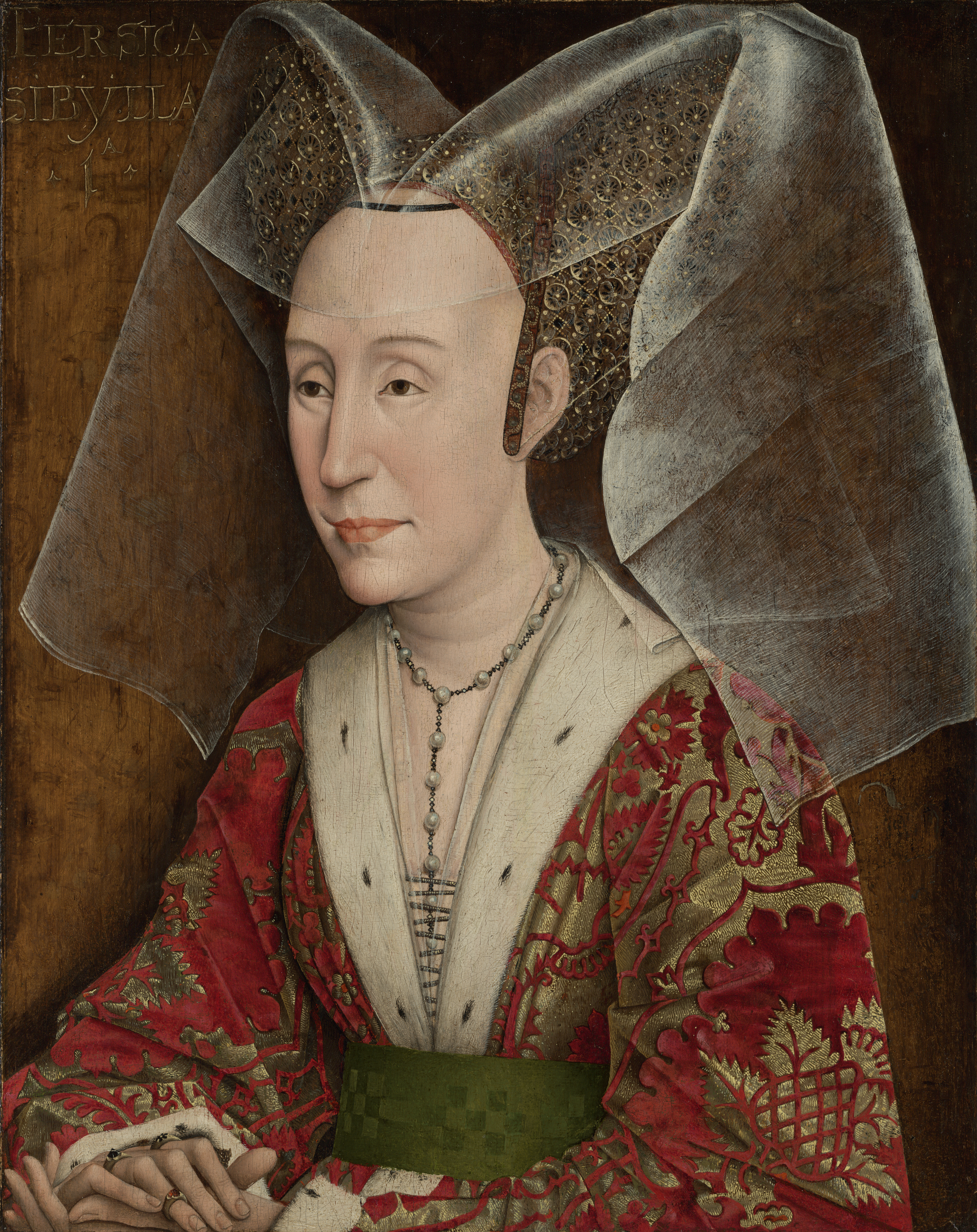
Портрет Ізабелли Португальської (бл. 1500 р.)
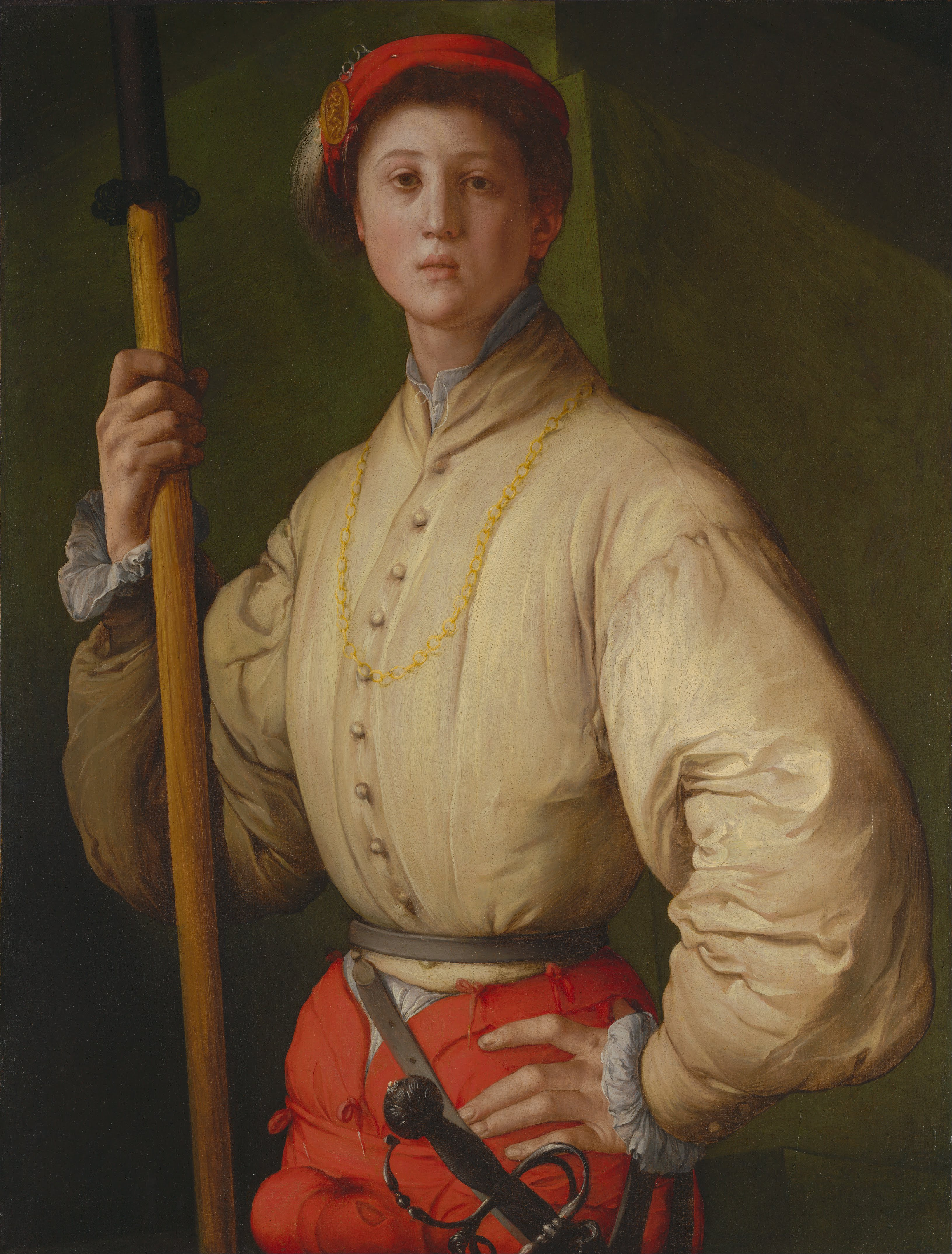
Понтормо. Портрет юнака з алебардою.
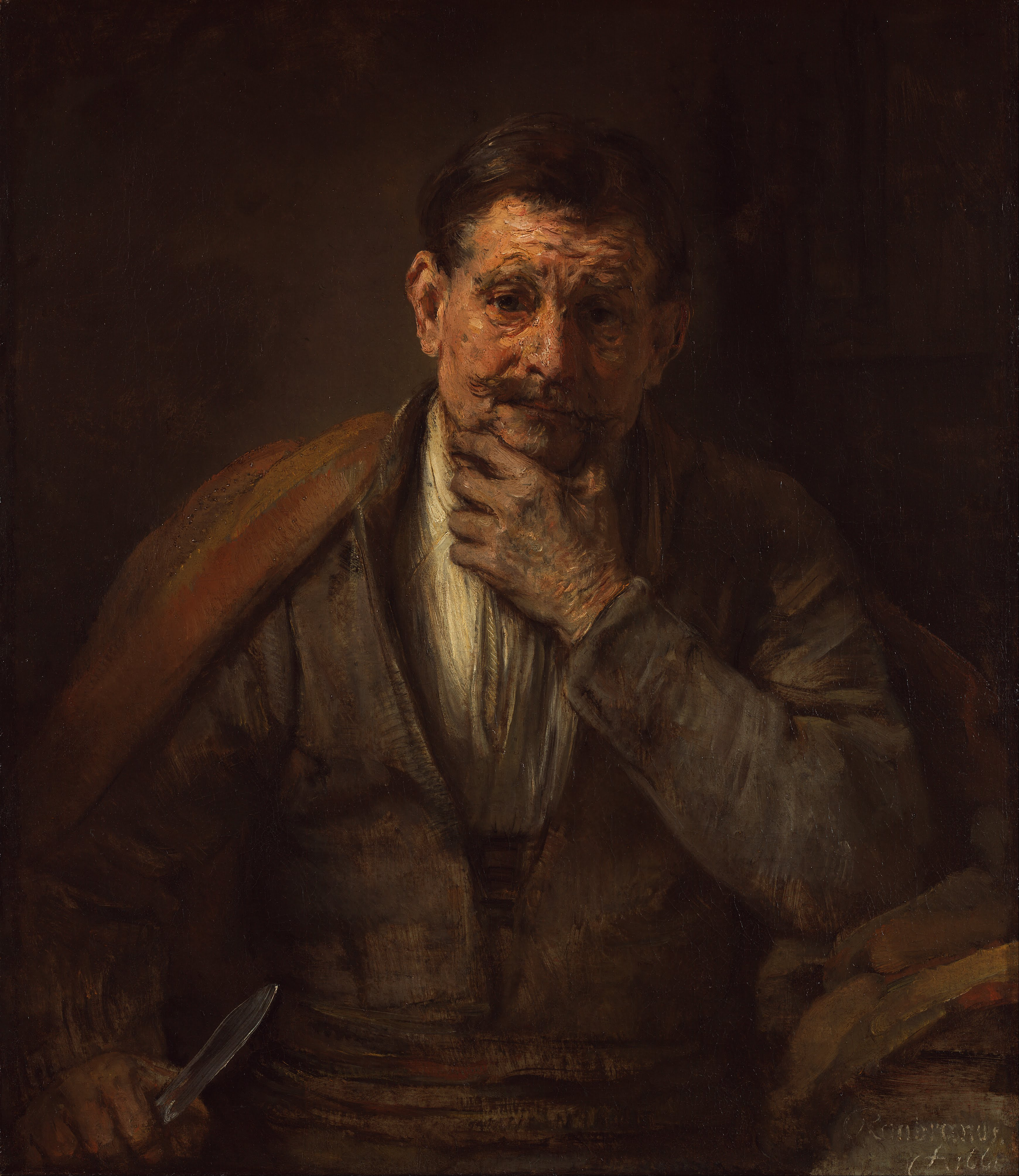
Рембрандт. Св. Варфоломій
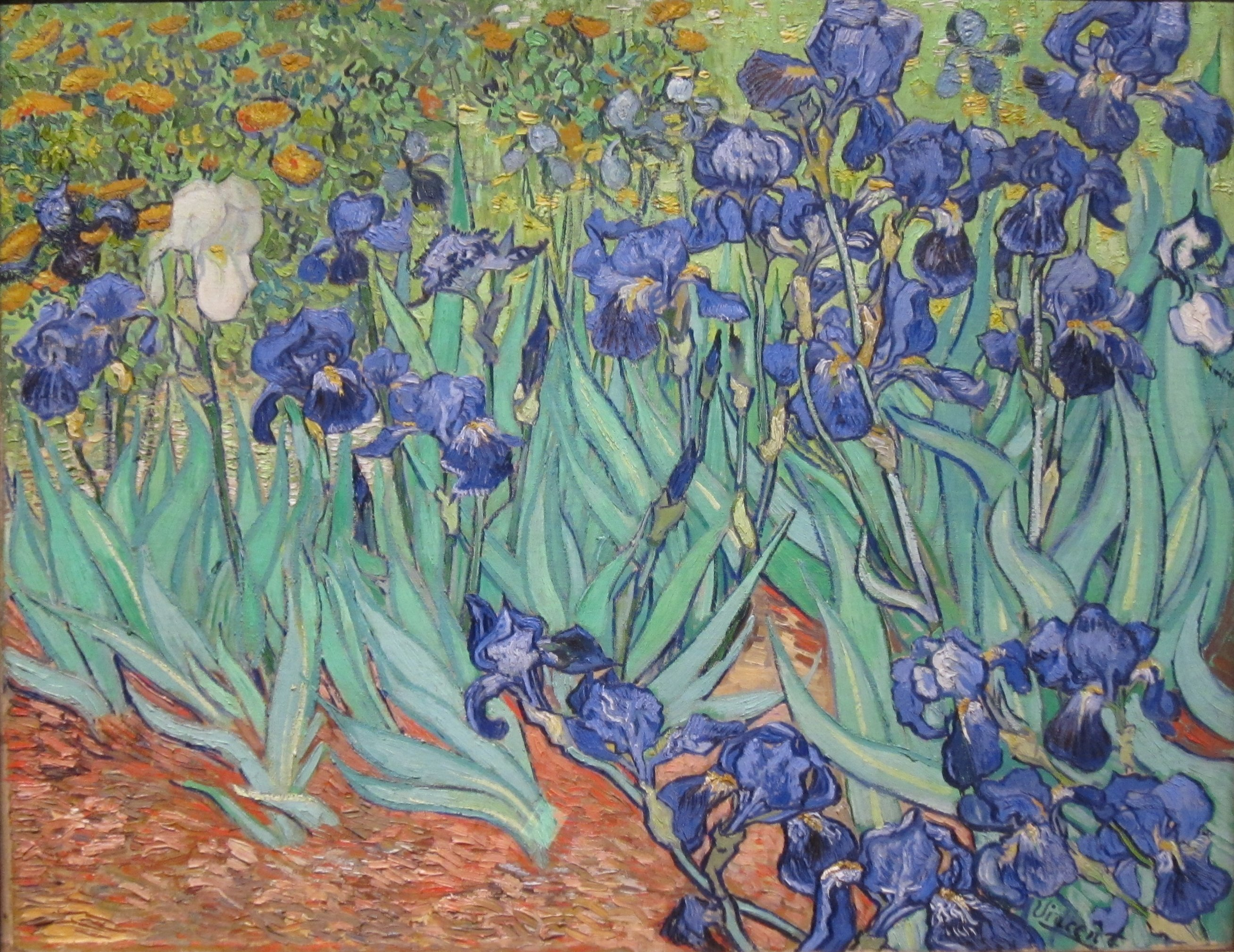
Ван Гог. «Іриси».

## Майоліка в музейних колекціях

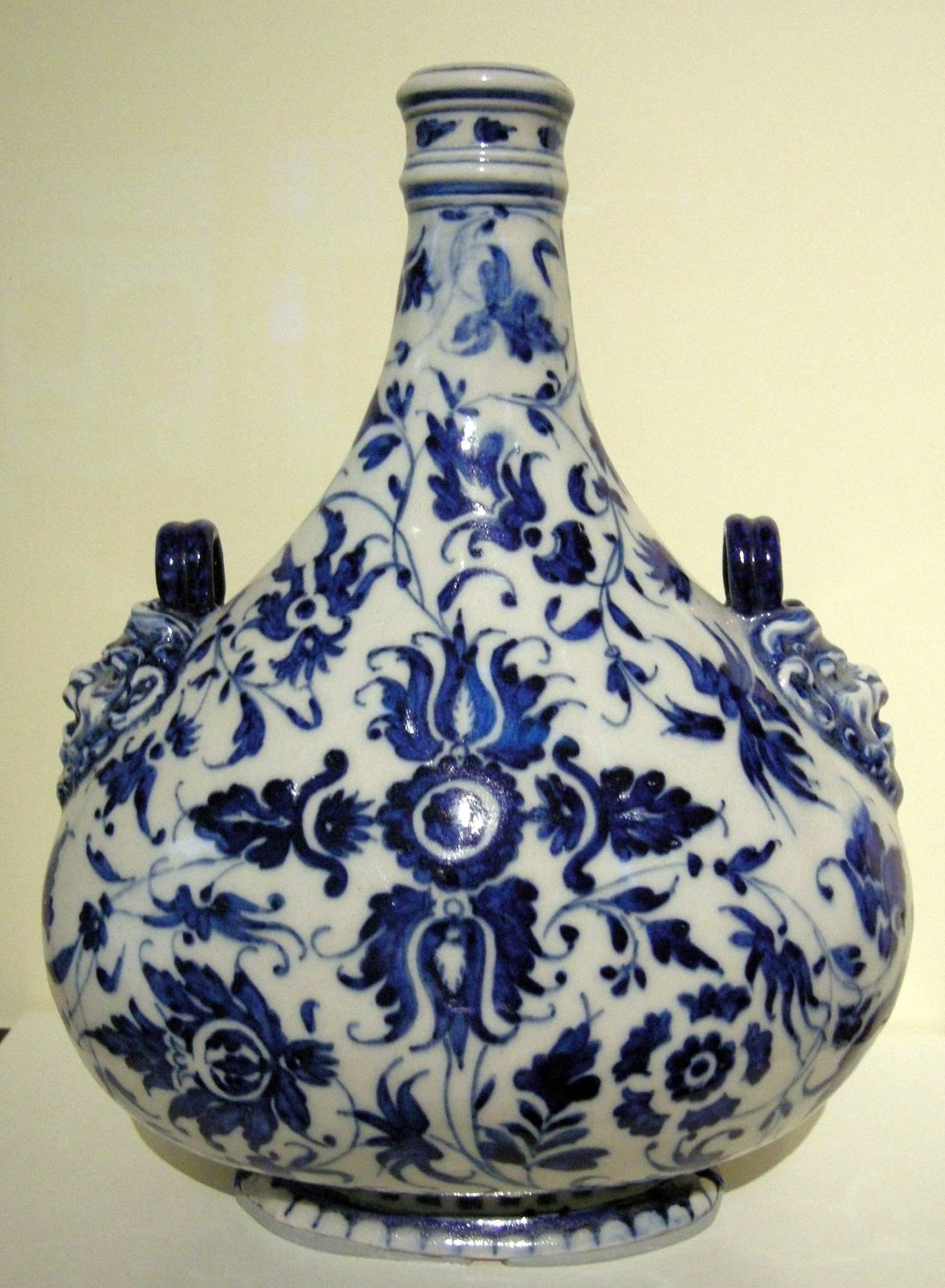
Керамічна пляшка паломника з розписом кобальтом, Кафаджіоло, бл. 1580 р.

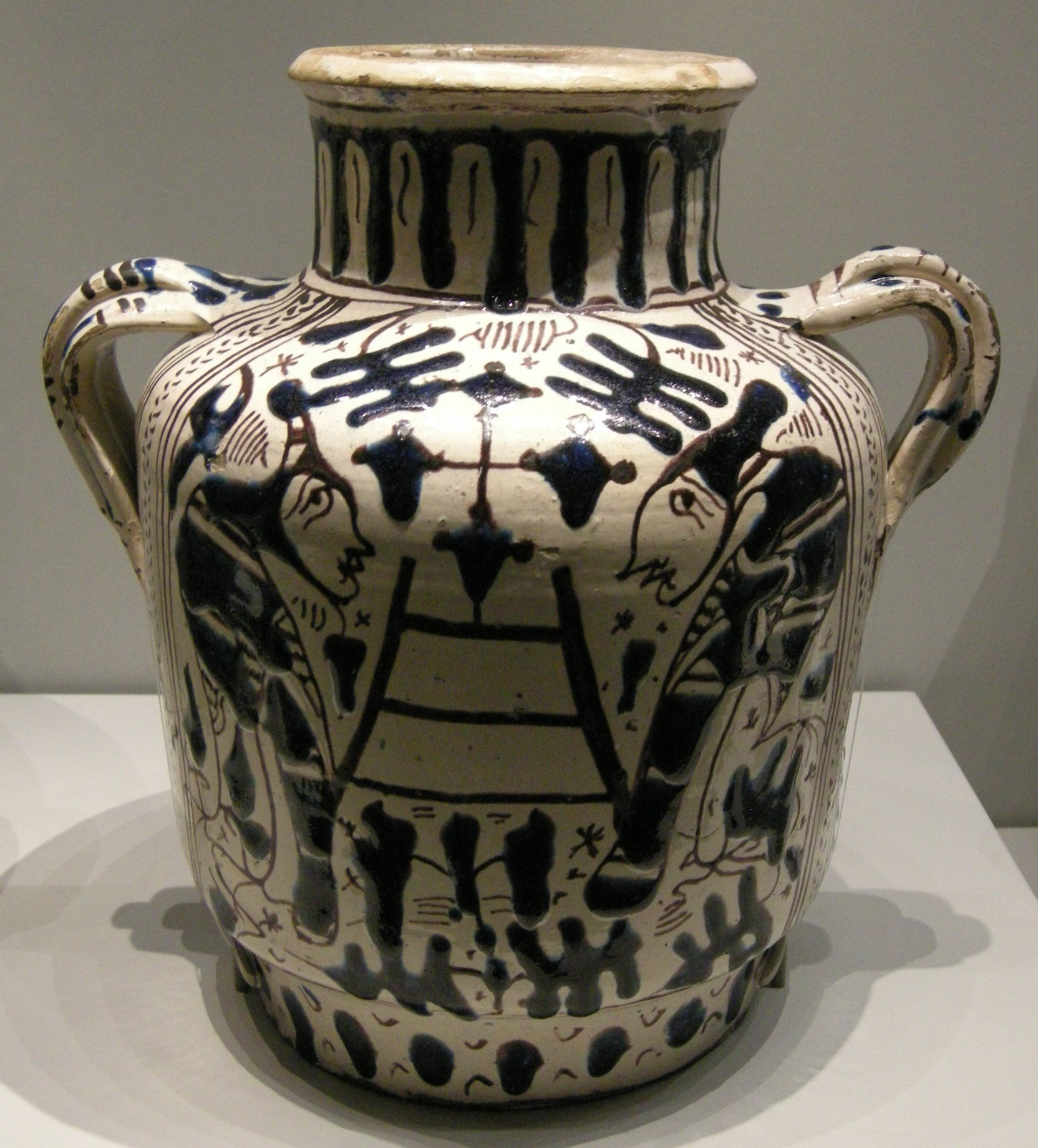
Глек з символами Санта Марія делла Скала, Сієна або Флоренція,  до 1420 р.
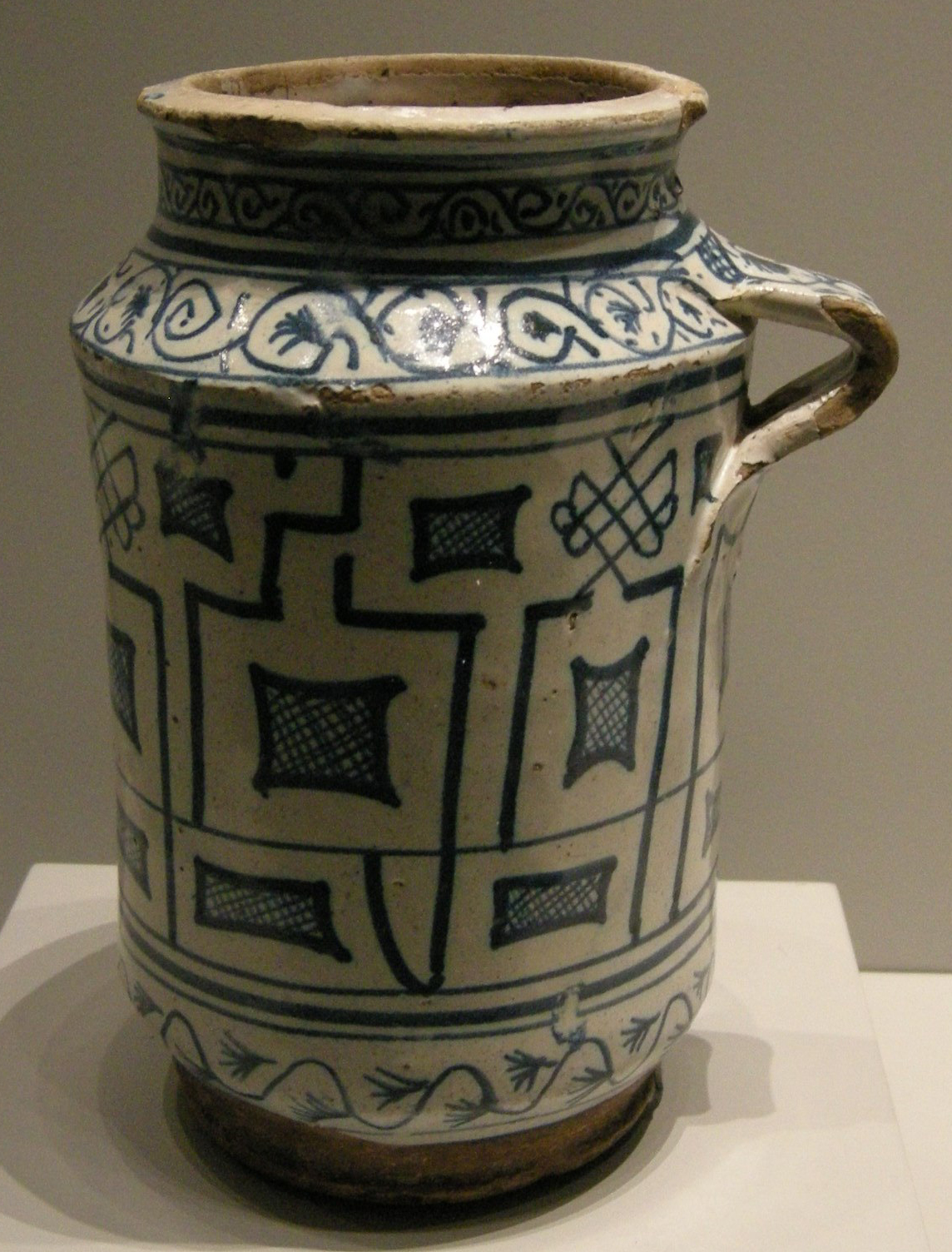
Келих з імітацією арабських орнаментів, Монтелупо, бл. 1450 р.
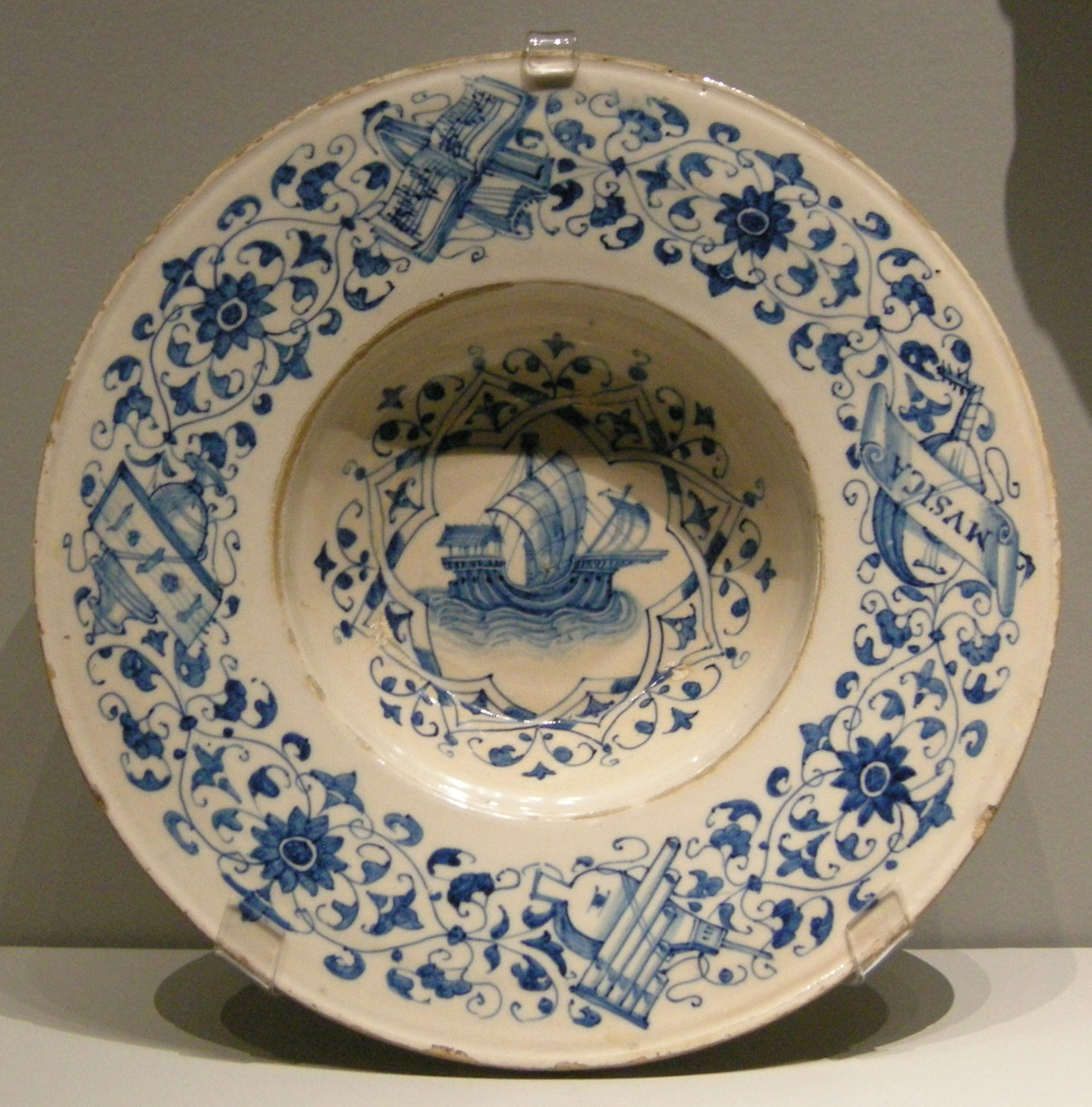
Майоліка Кафаджиоло з вітрильником і атрибутами музики, бл. 1510 р.
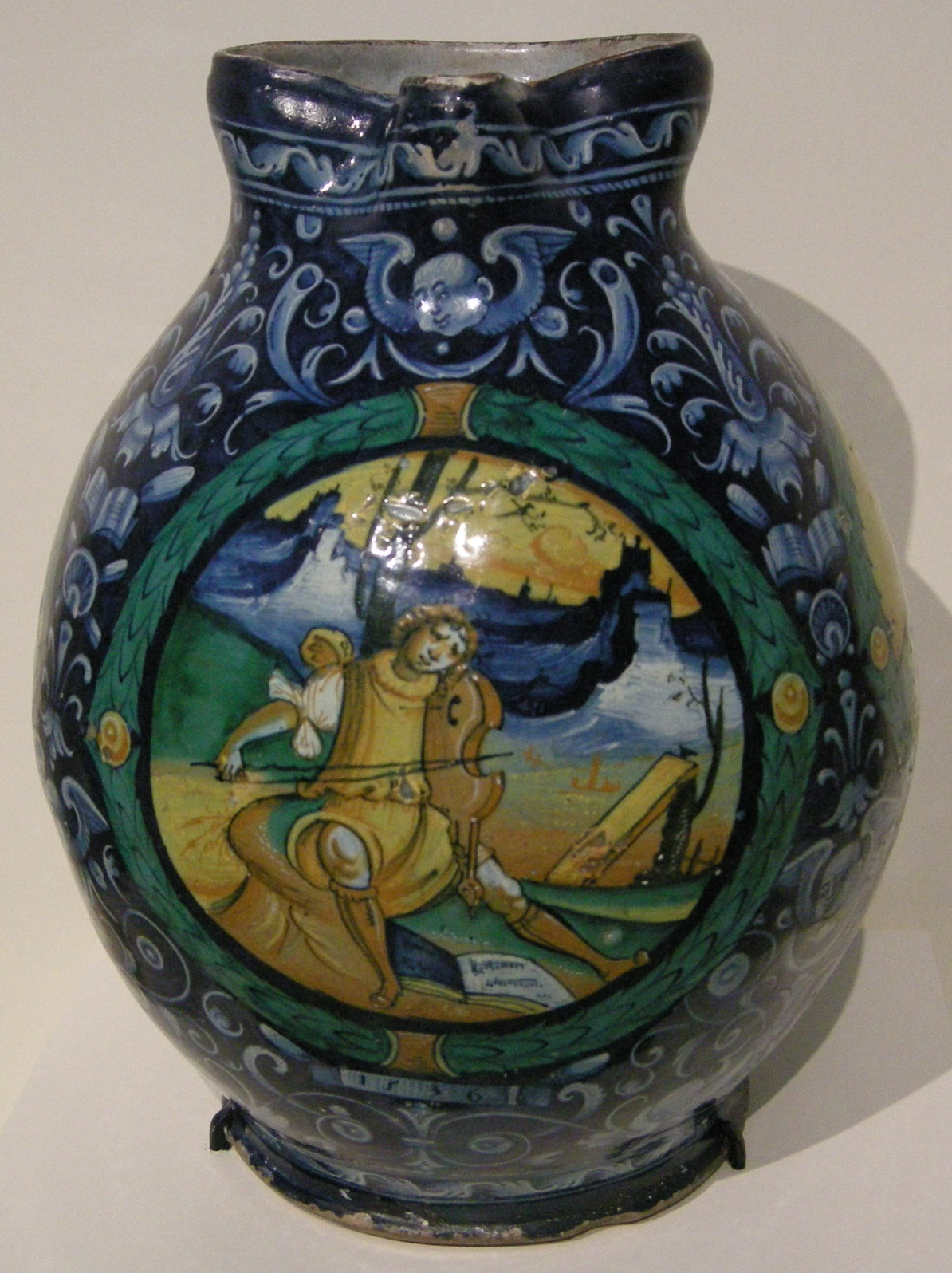
Горщик з музикою, 1536 р.
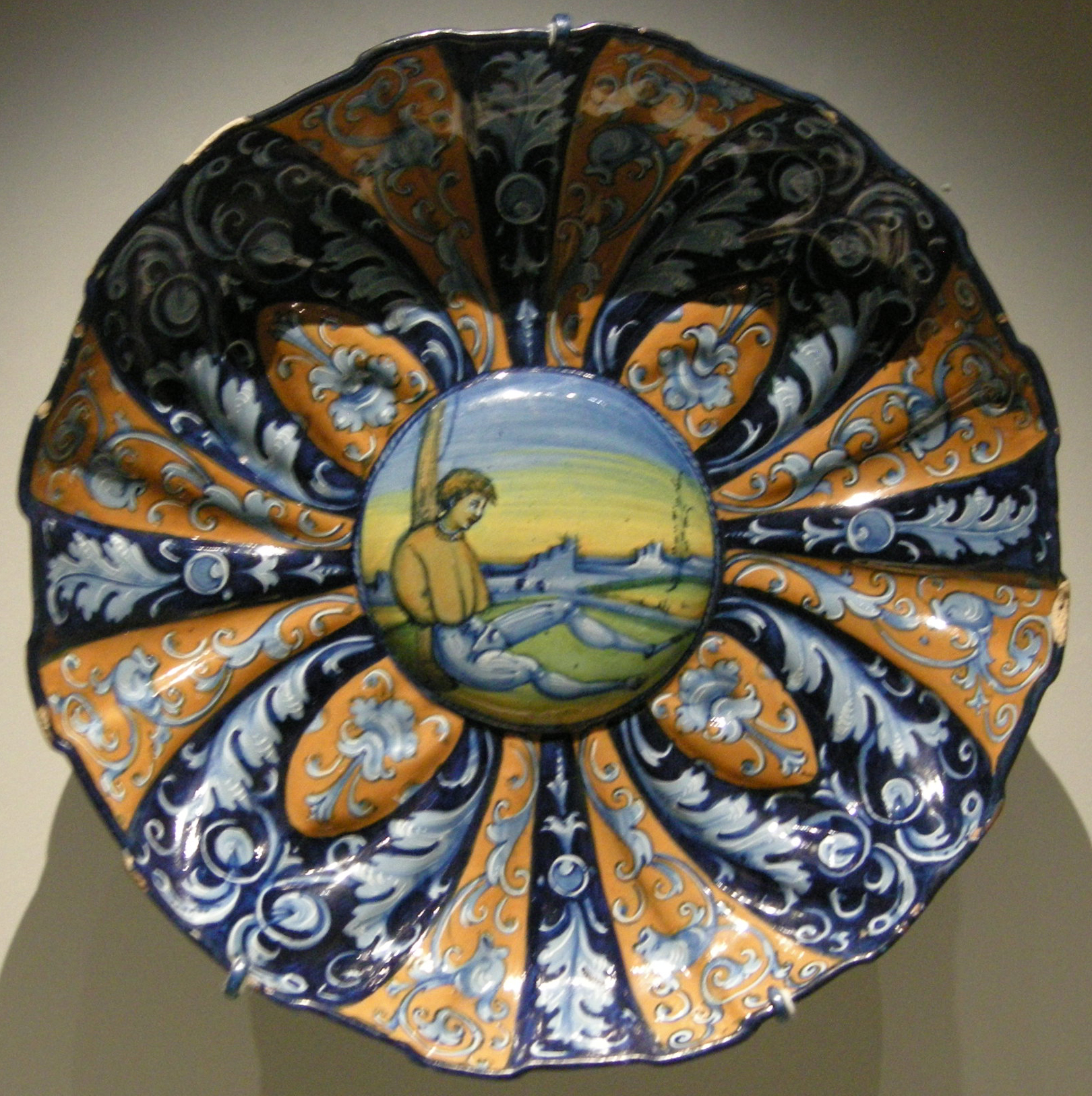
Таріль, «Алегорія мук кохання», Фаенца, бл. 1535 р.
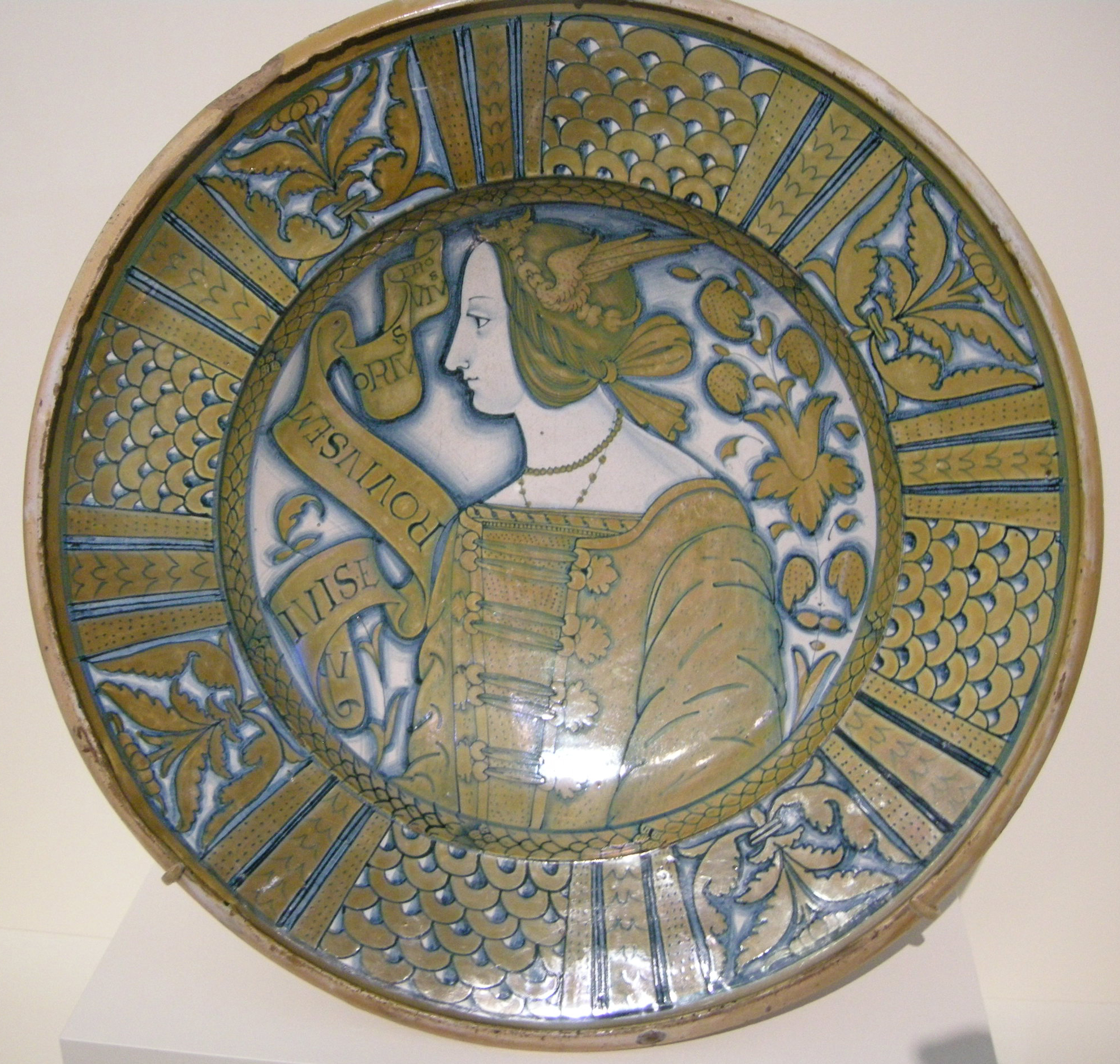
Таріль з умовним жіночим портретом, Дерута, до 1540 р.
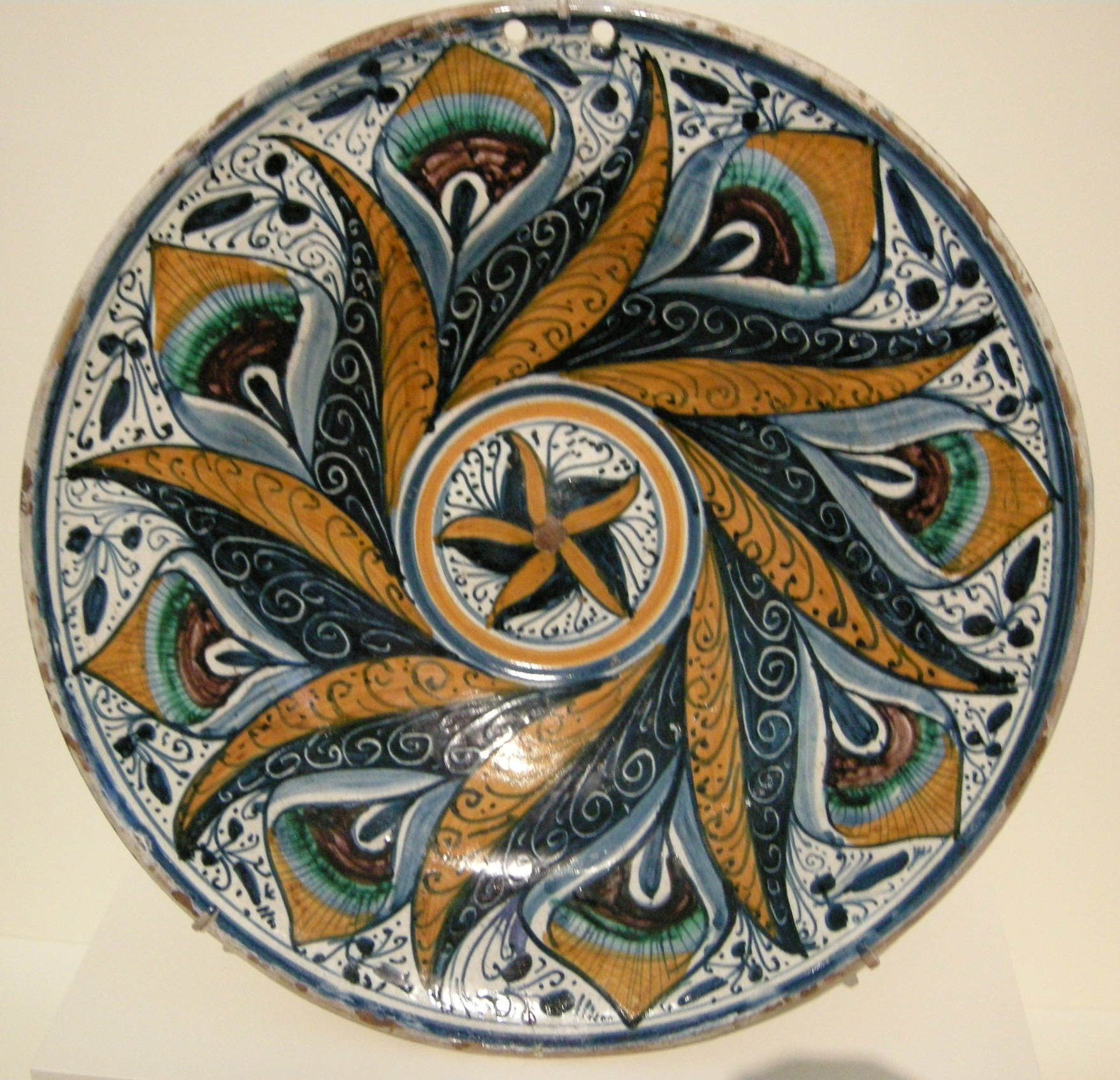
Таріль з декором пера павича, Дерута, після 1570 р.
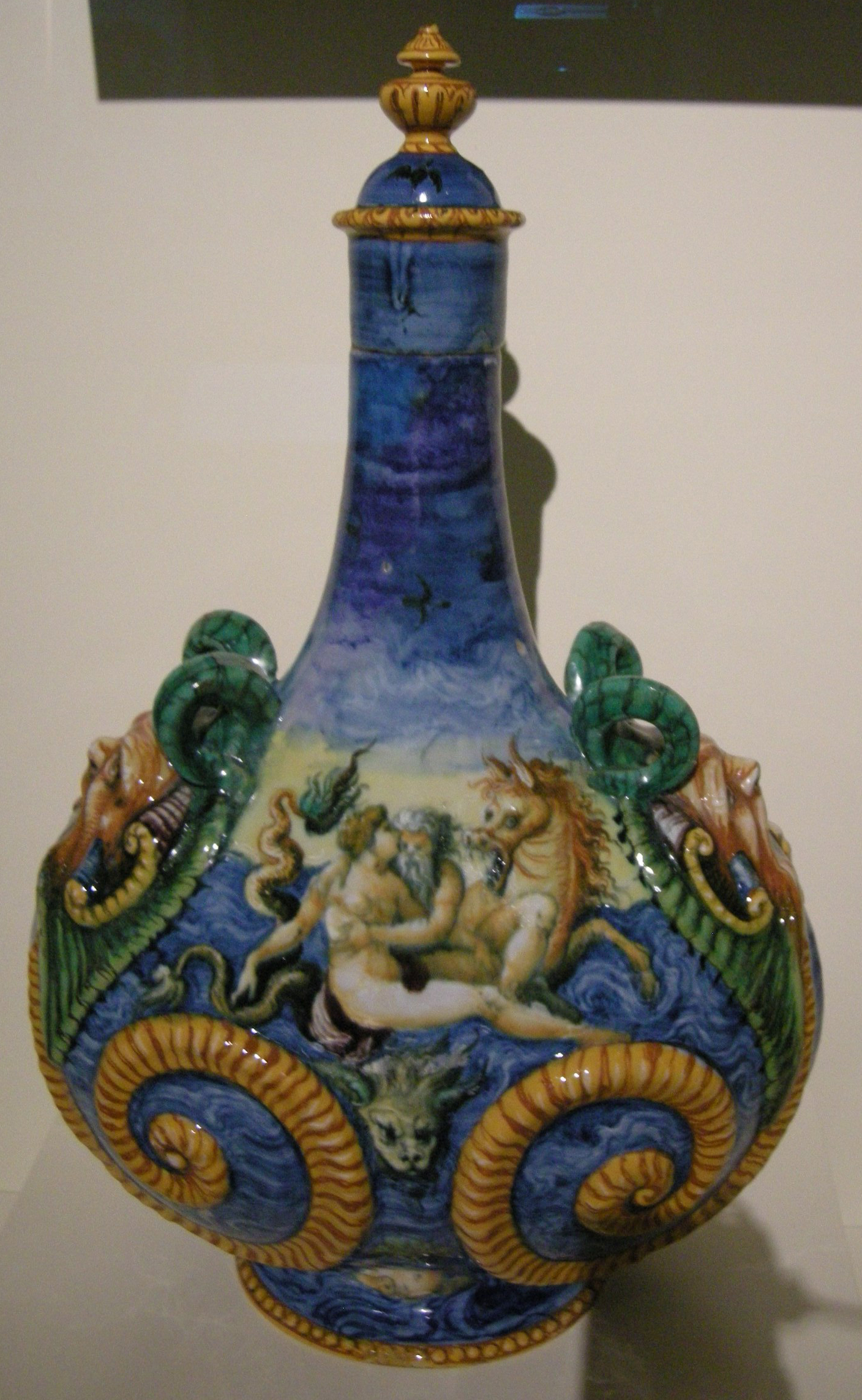
Можливо, Ораціо Фонтана або його майстерня. Керамічна пляшка для пілігрима, Урбіно, до 1570 р.

## Стародавні Греція і Рим

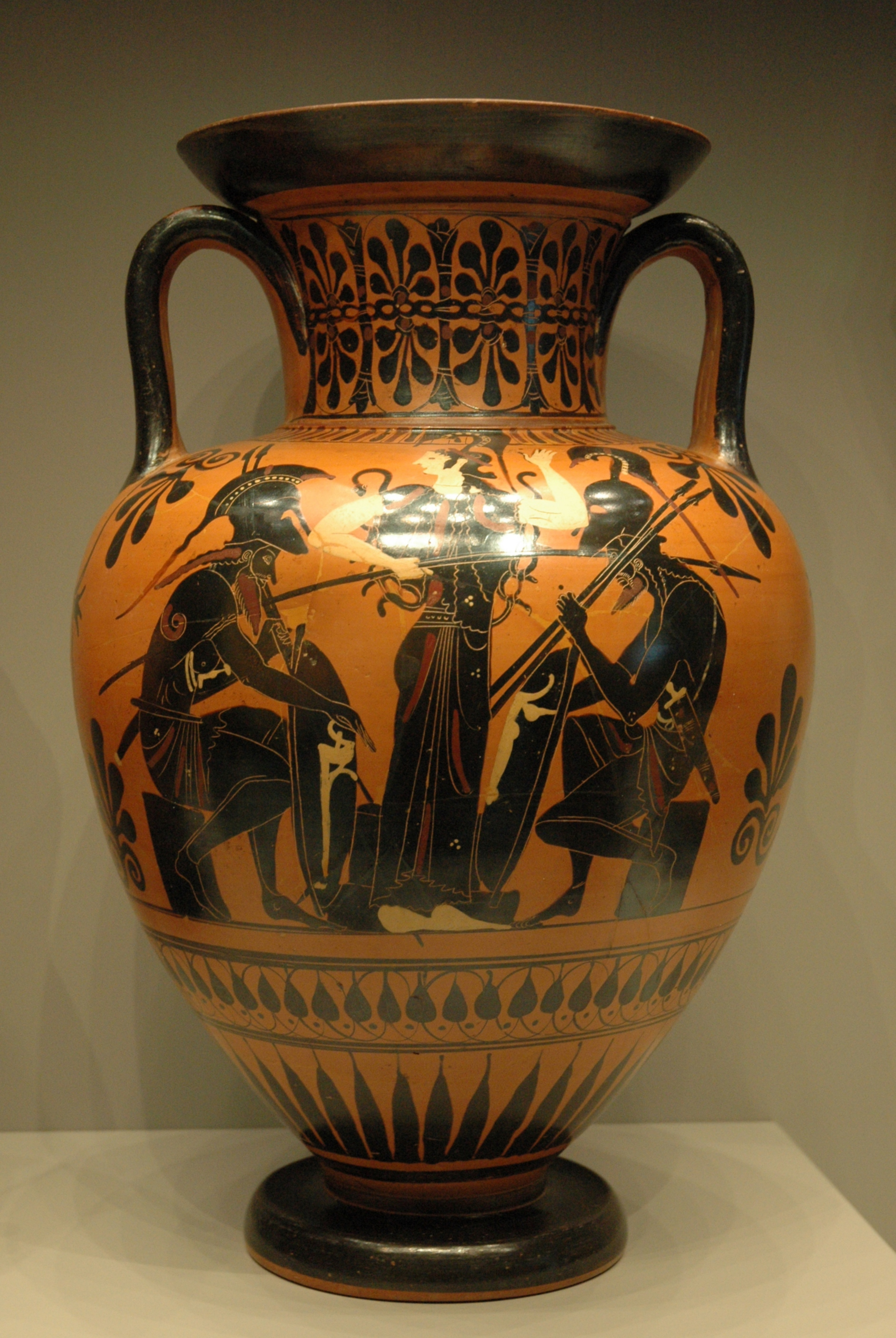
«Ахілл, Аякс і Афіна». Чорнофігурний вазопис, бл. 510 р.
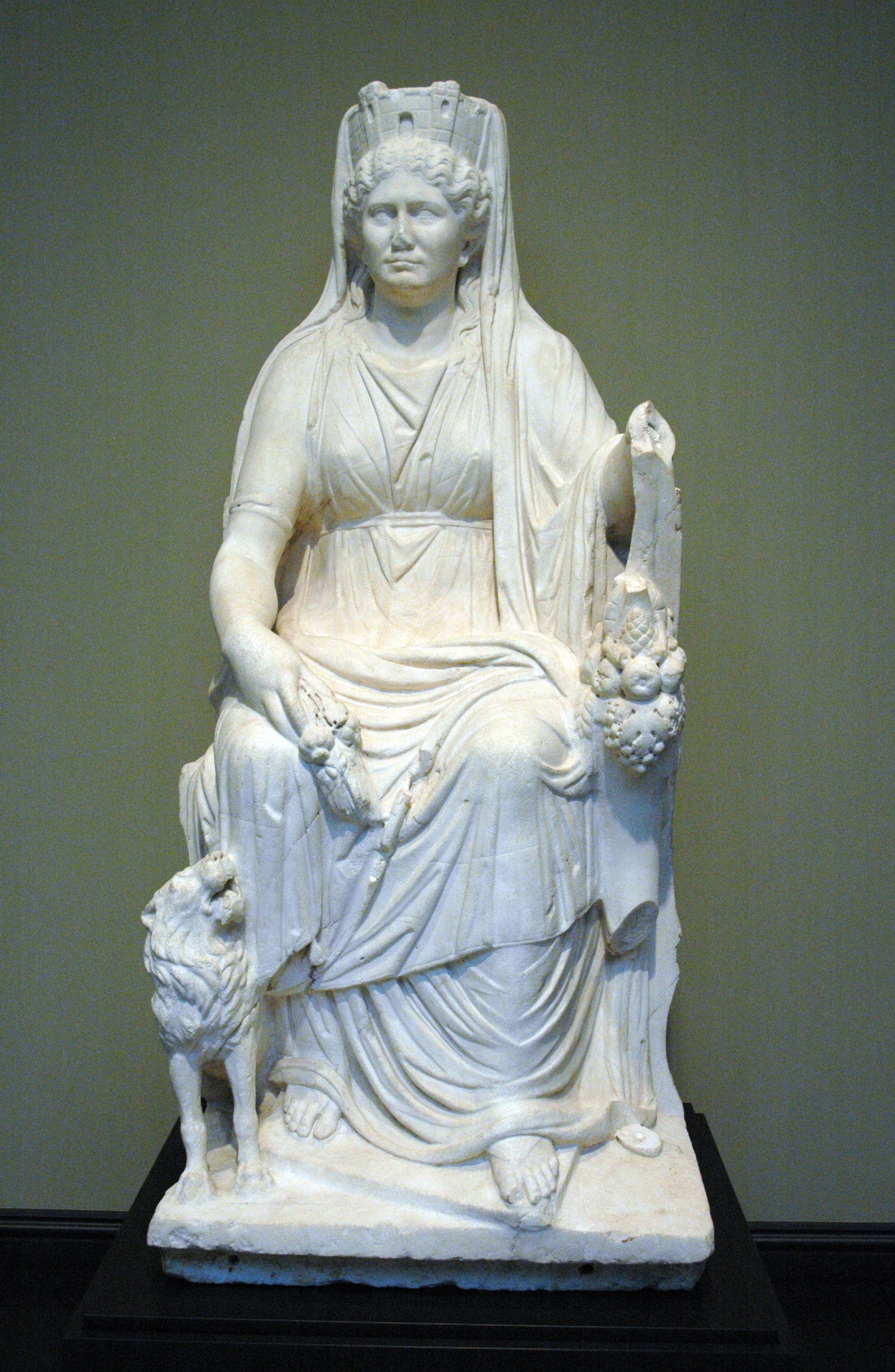
«Богиня Кібела», бл. 50 р. н.е.
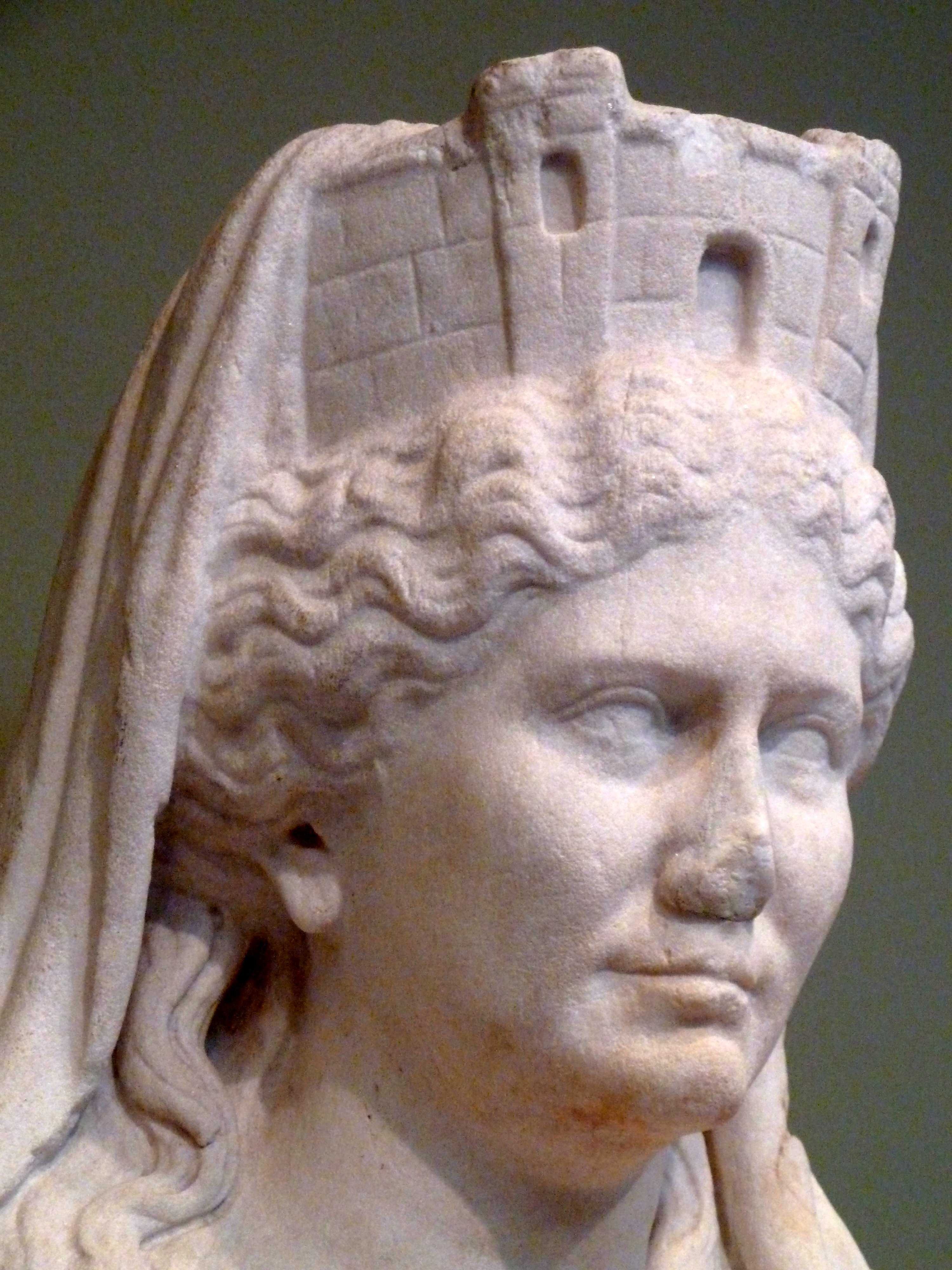
«Богиня Кібела», бл. 50 р. н.е., обличчя
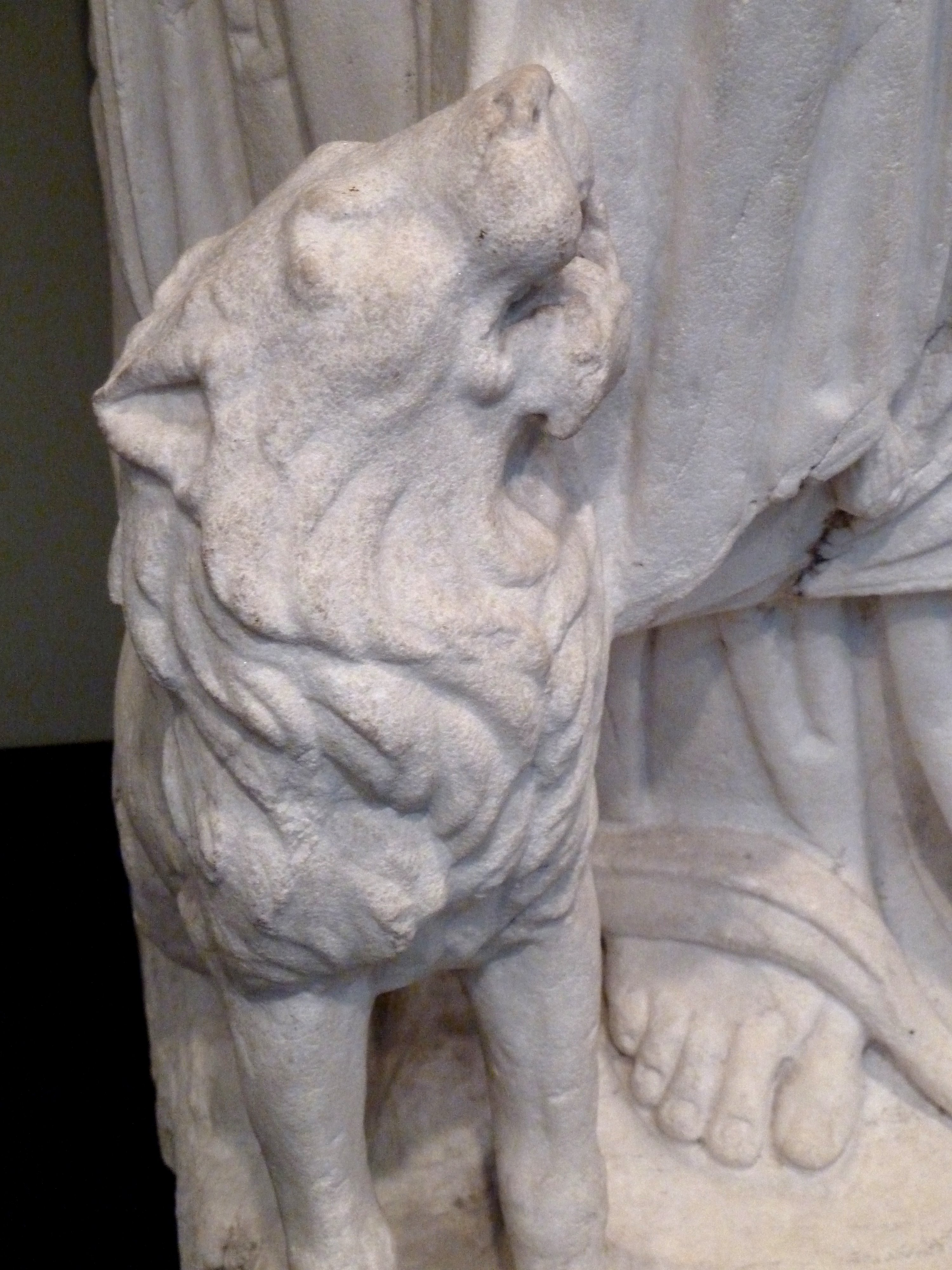
Лев біля ніг богині Кібели, звичний атрибут богині

## Фламандське бароко в музеї

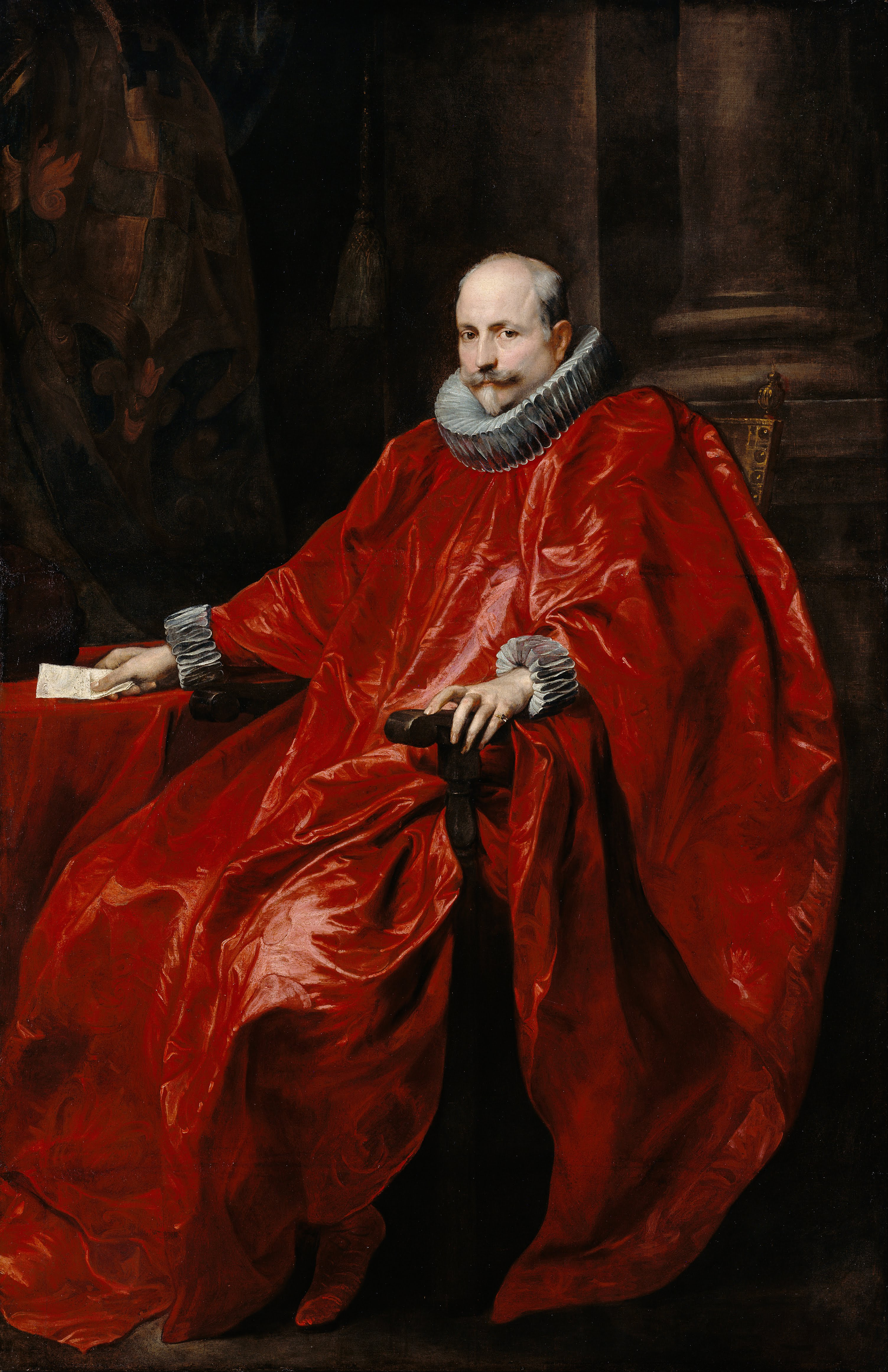
Антоніс ван Дейк. «Антоніо Паллавічіні», 1621 р.

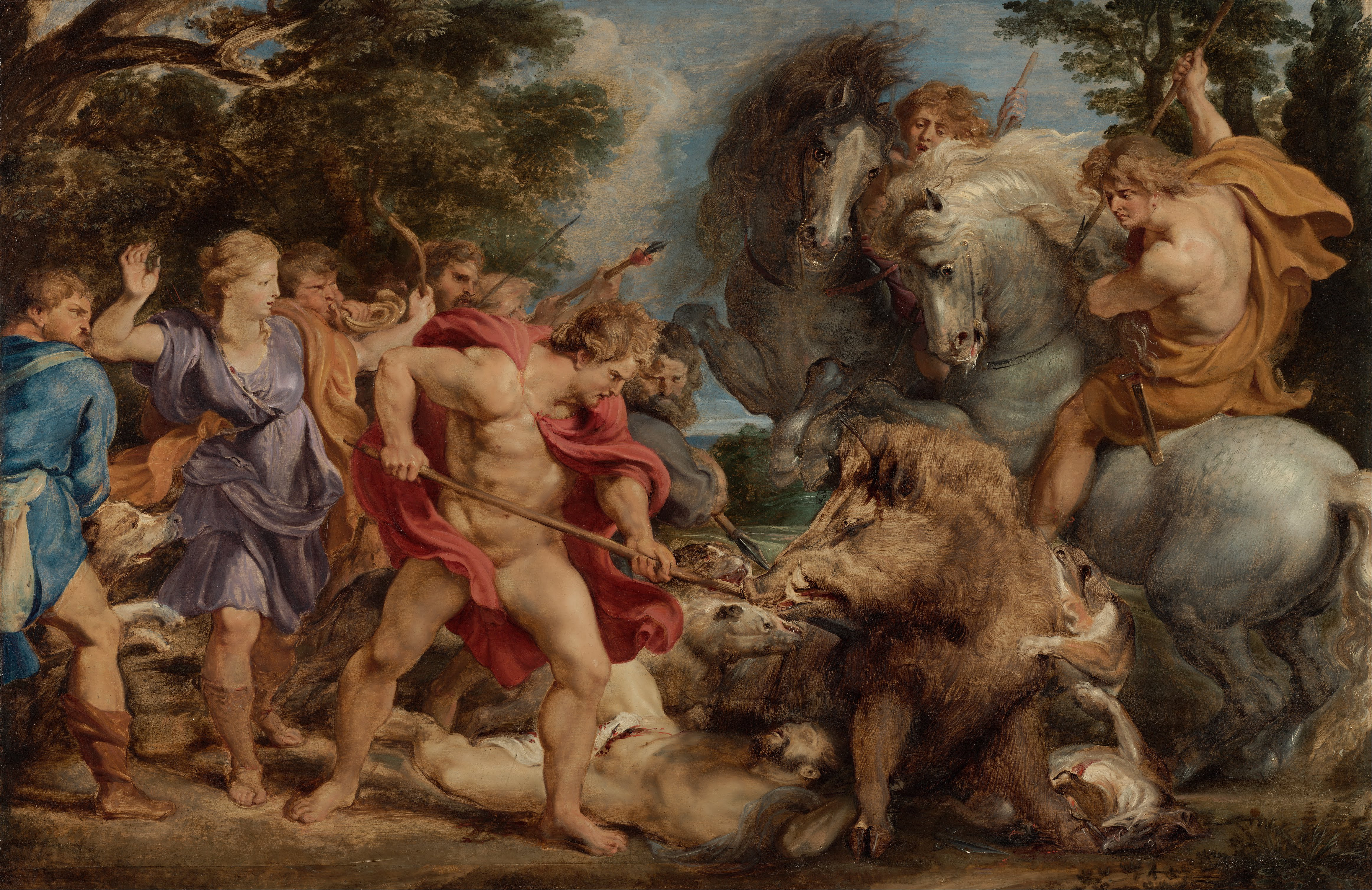
Пітер Пауль Рубенс. «Полювання на каледонського дикого кабана».
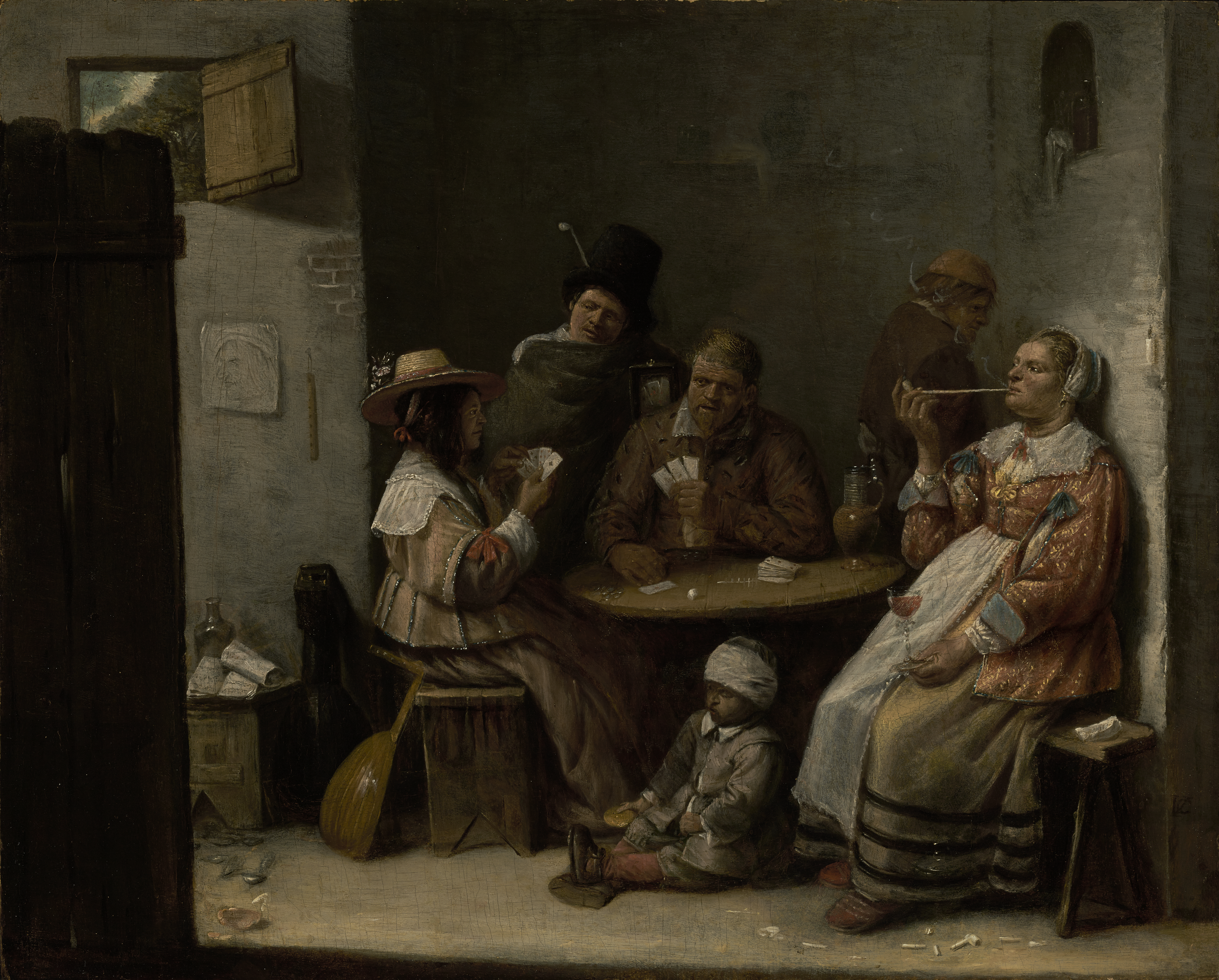
Йос ван Красбек. «Гра в карти»,  1645 р.
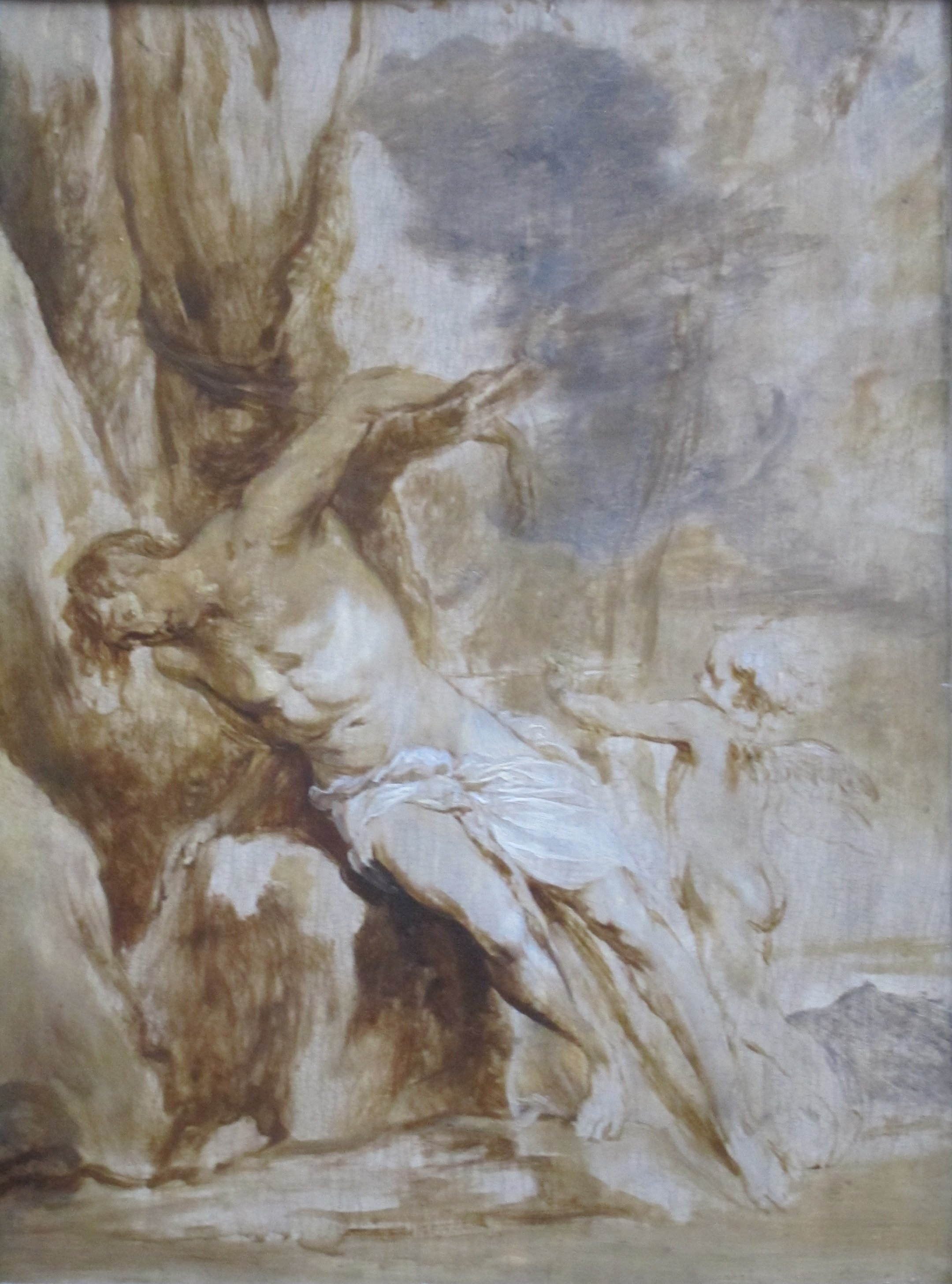
Антоніс ван Дейк. «Св. Себастьян і янгол», ескіз
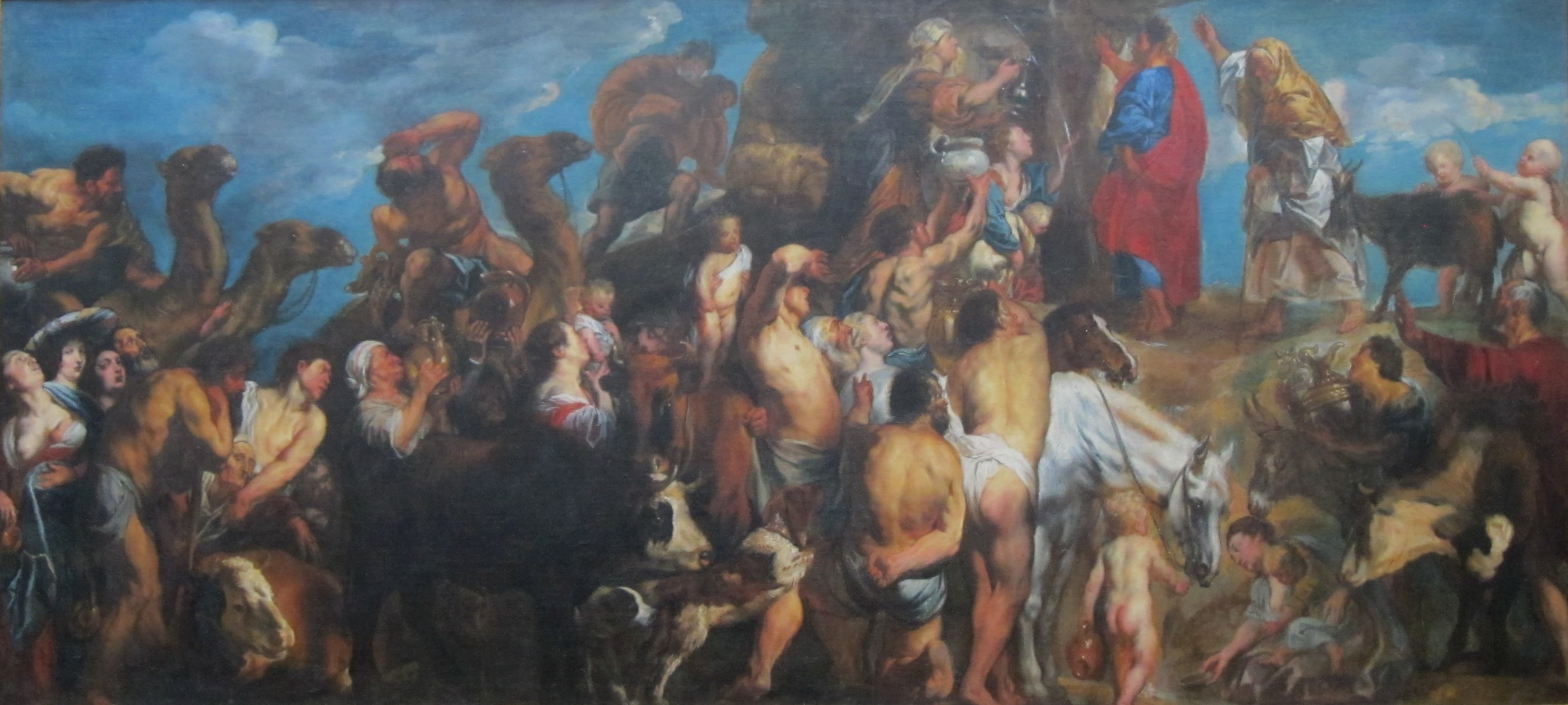
Якоб Йорданс. «Мойсей висікає воду зі скелі для спраглих євреїв», до 1650 р.

## Скульптура доби європейського маньєризму і бароко

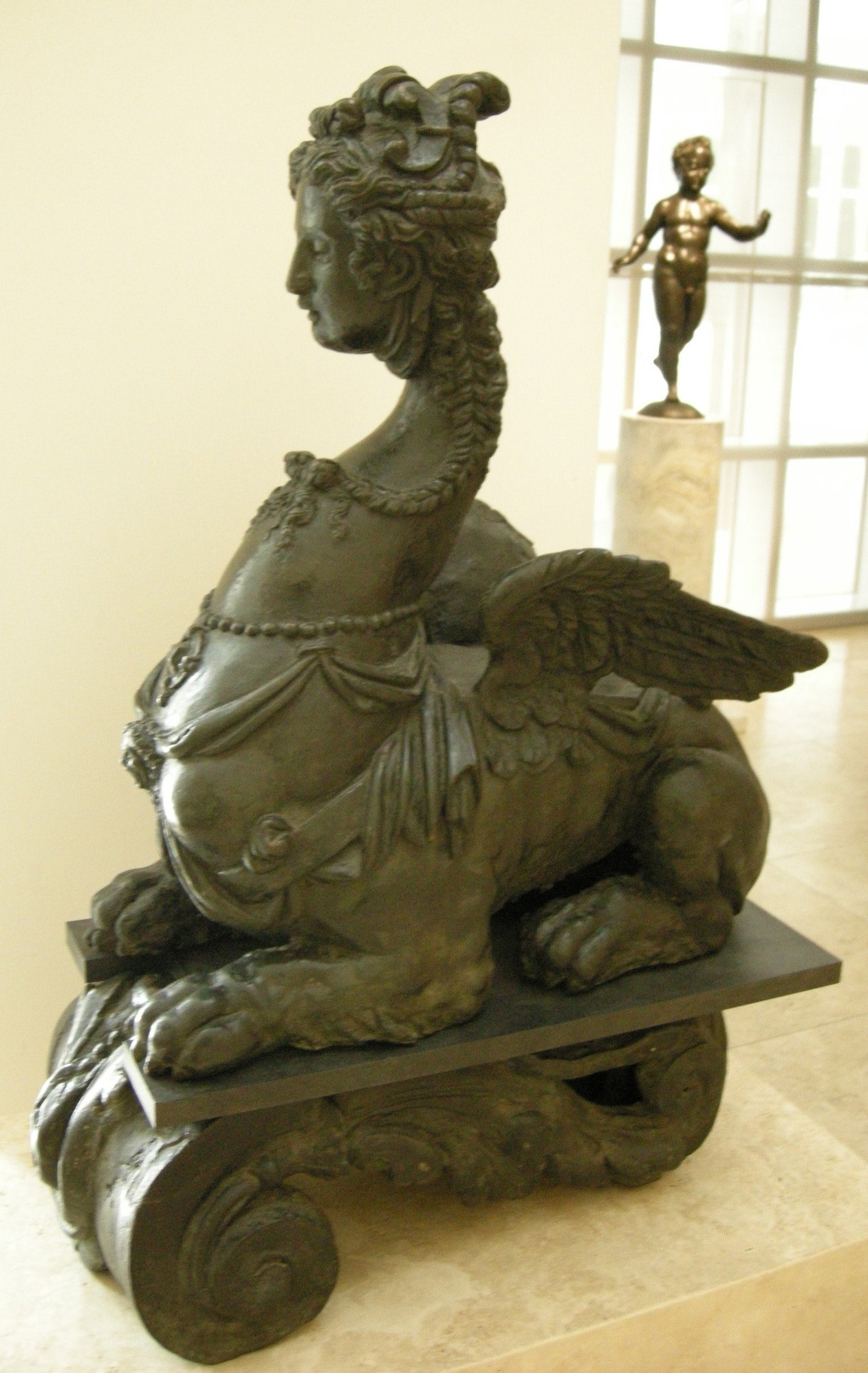
Анонім доби маньєризму. «Фантазійний сфінкс», бл. 1560 р.

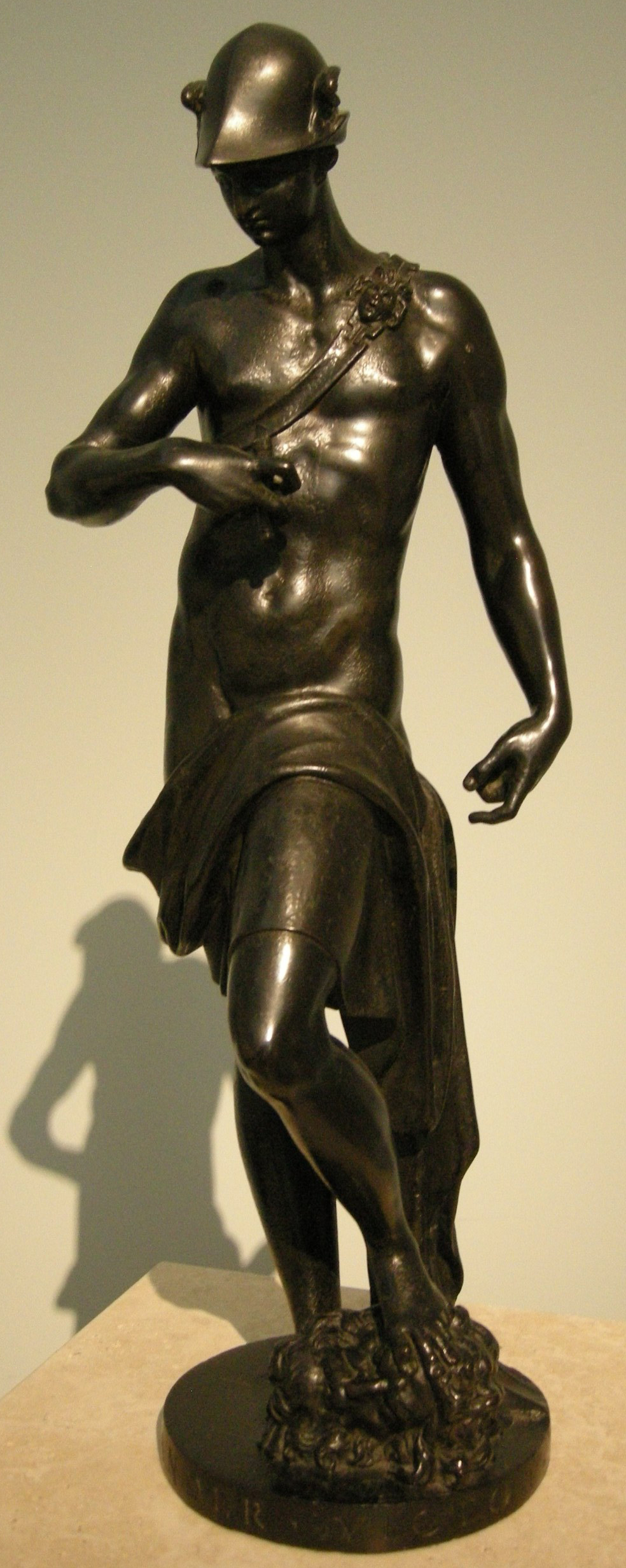
Алессандро Вітторіа, «Меркурій», до 1560 р.
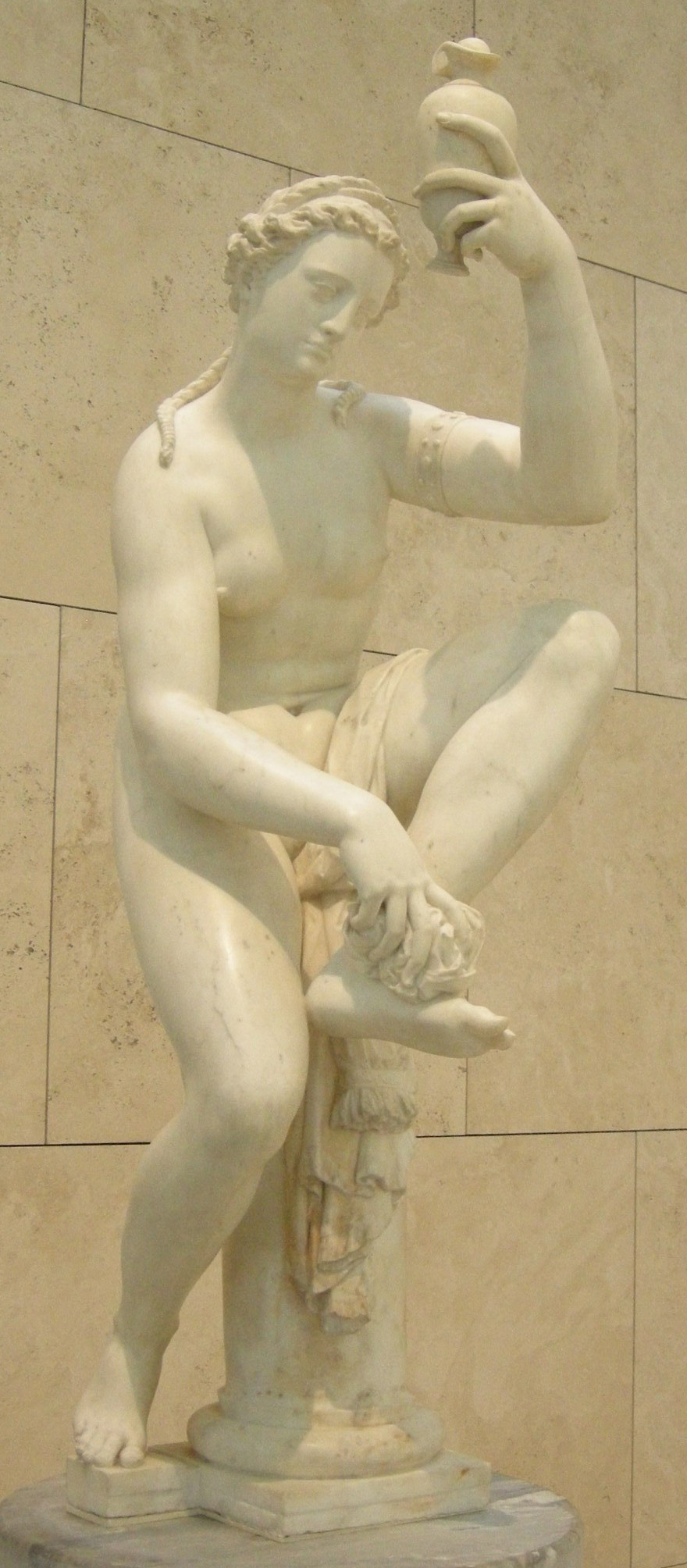
Джамболонья, «Венера», бл. 1573 р.
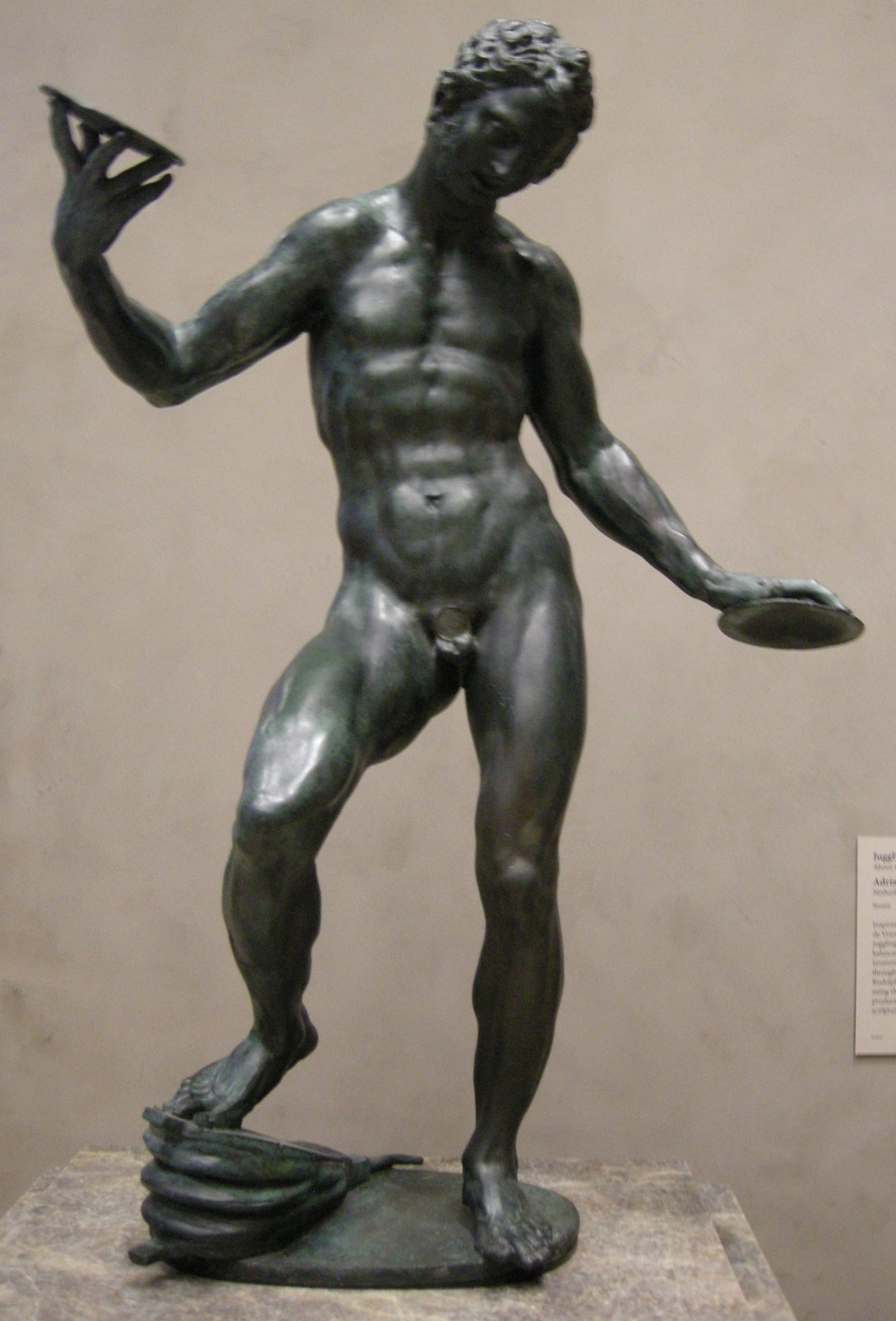
Адріан де Вріс. «Актор-циркач», 1615 р.
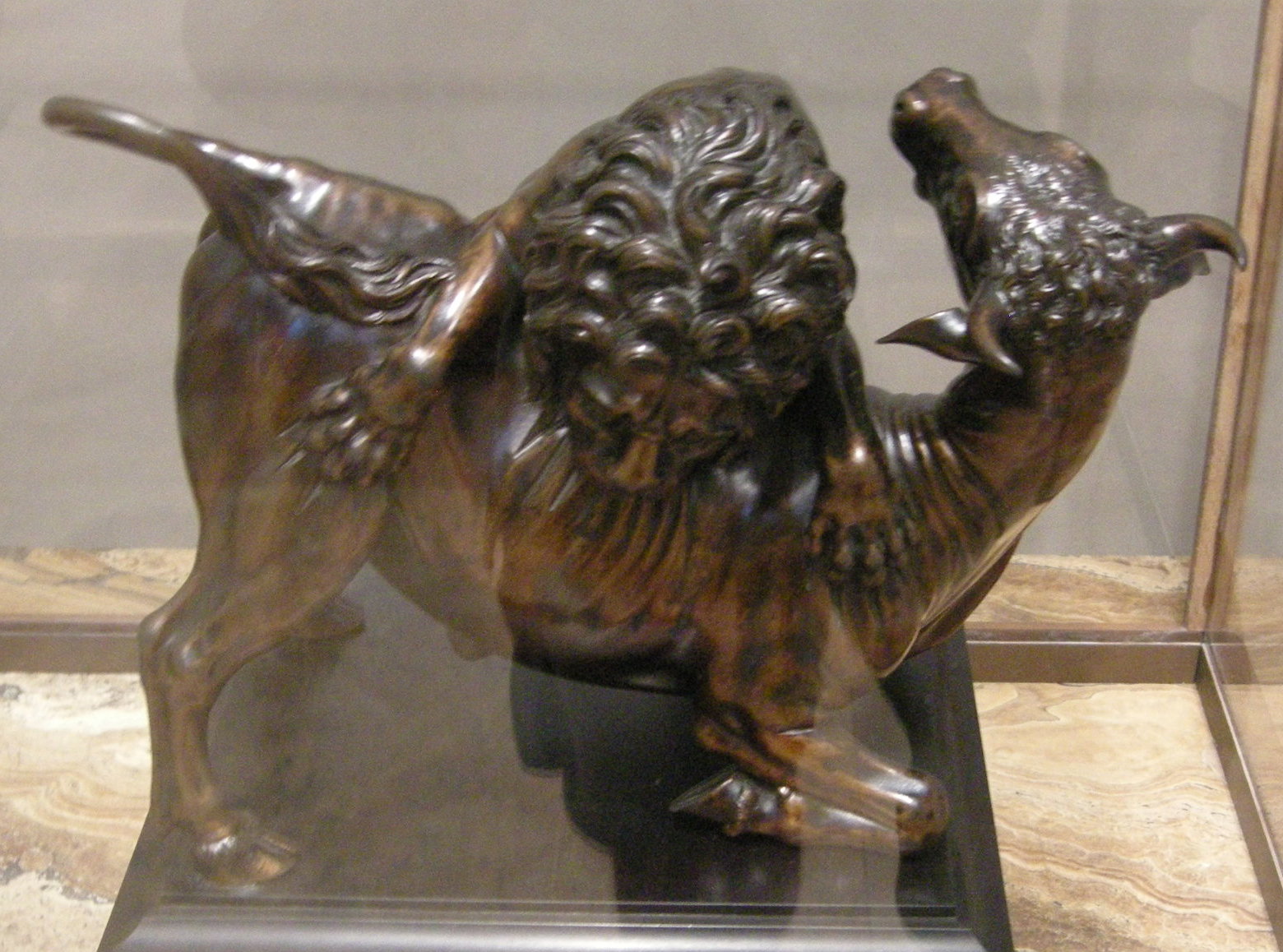
Антоніо та Джованні Антоніо Сусіні. «Лев уполював бика», до 1625 р.
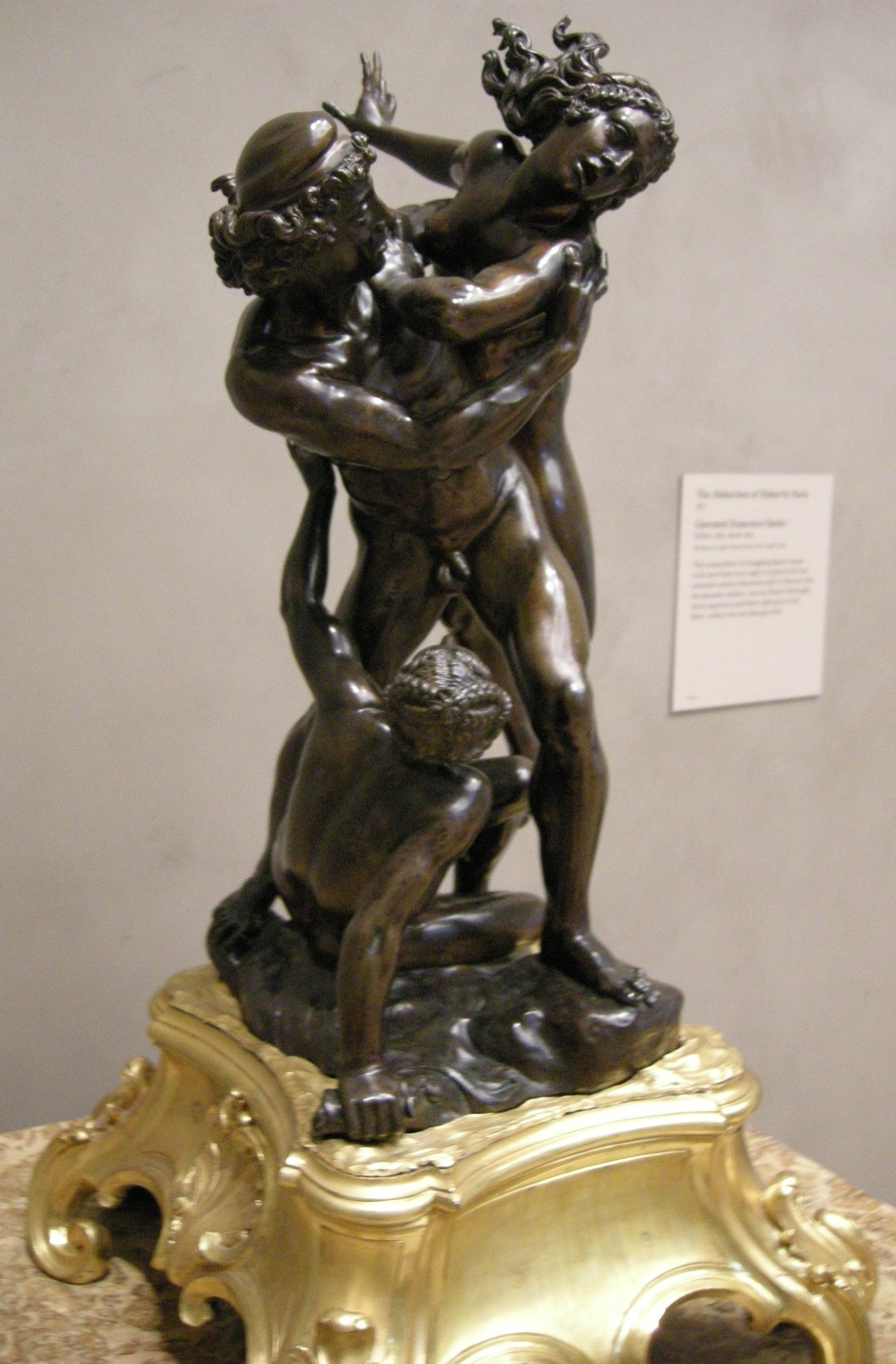
Джованні Франческо Сусін. Викрадення Єлени ПрекрасноЇ, 1607 р.
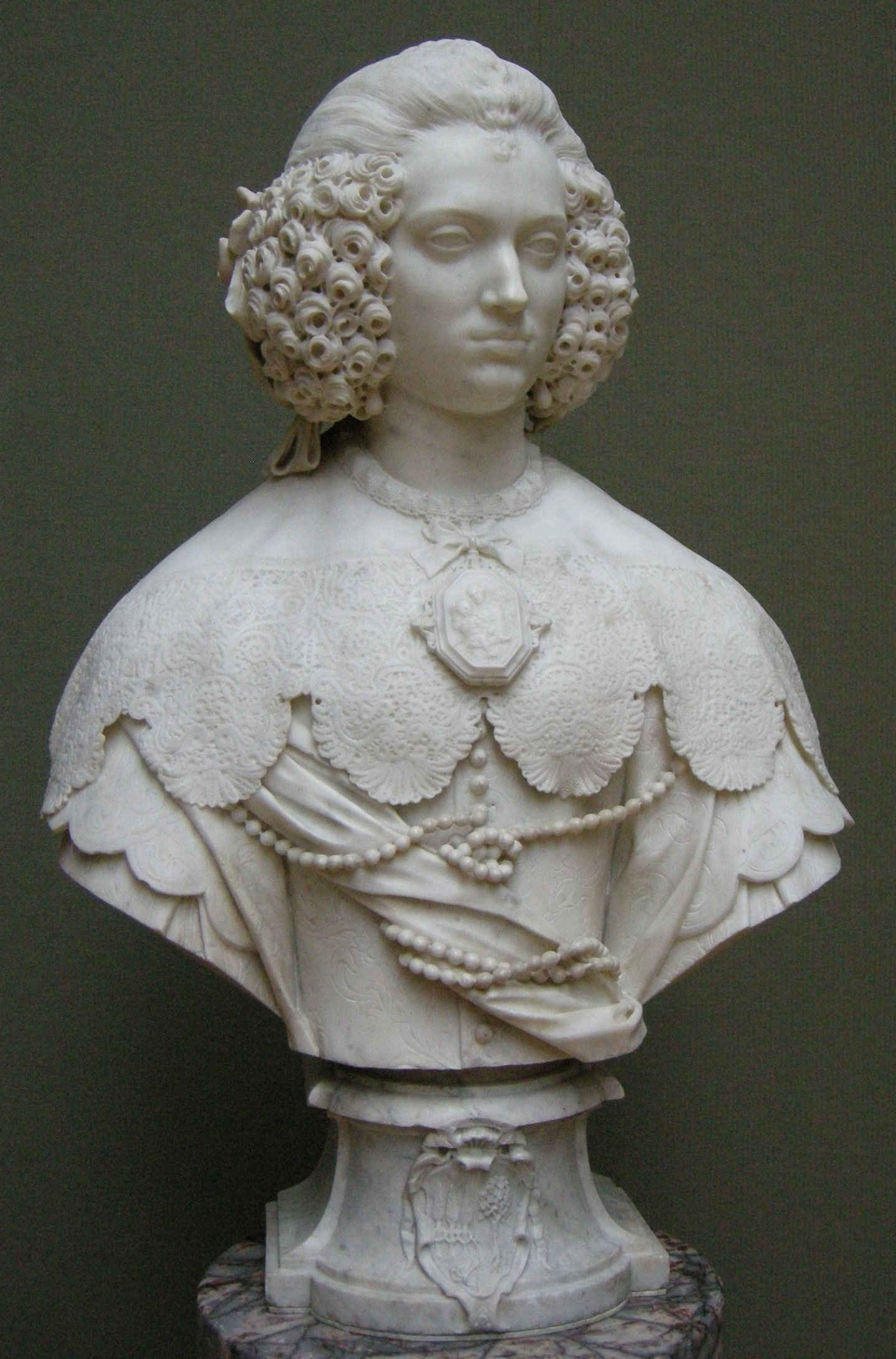
Джуліано Фінеллі. «Марія Капраніка», 1637 р.
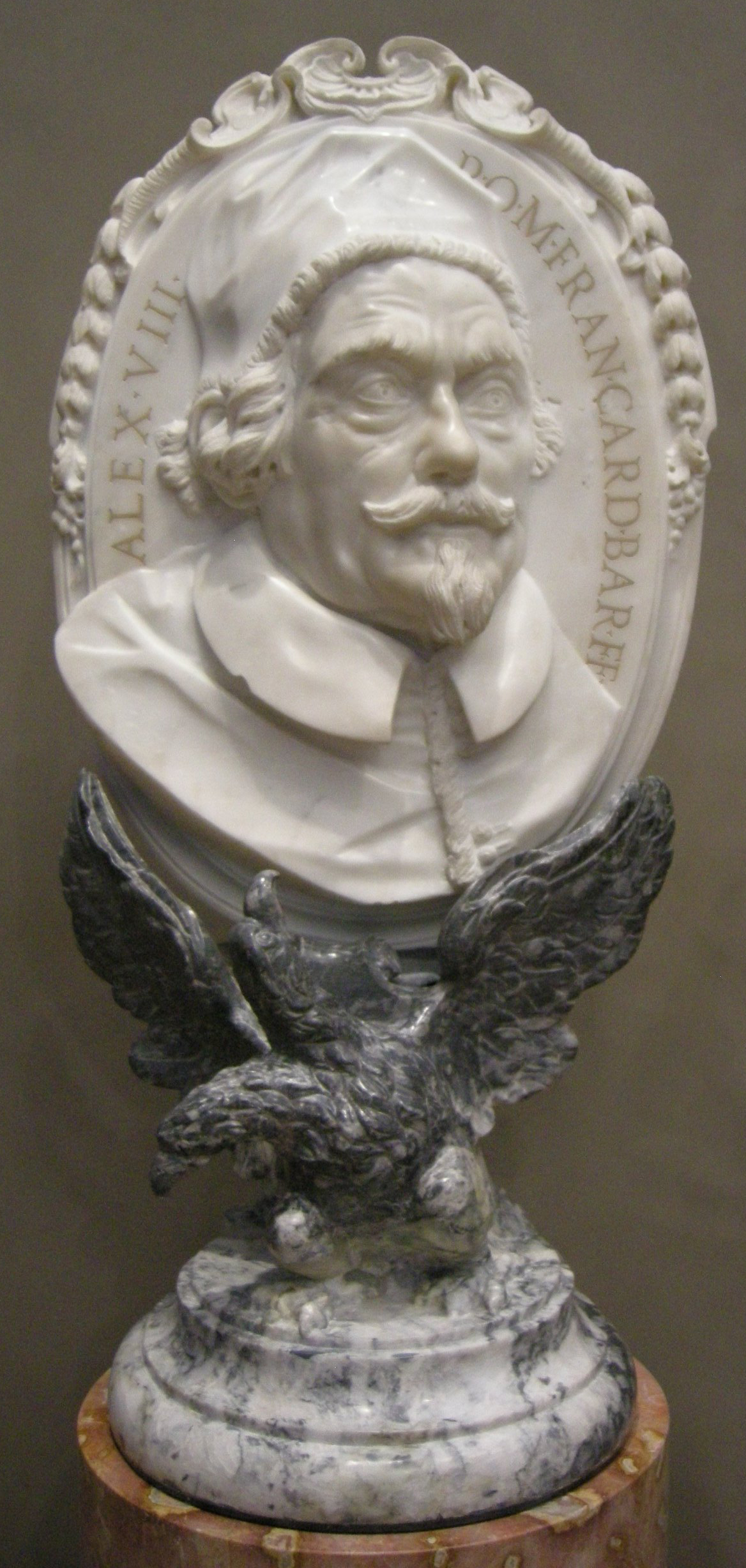
Лоренцо Оттоні. Медальйон з портретом папи Олександра VIII, до 1700 р.
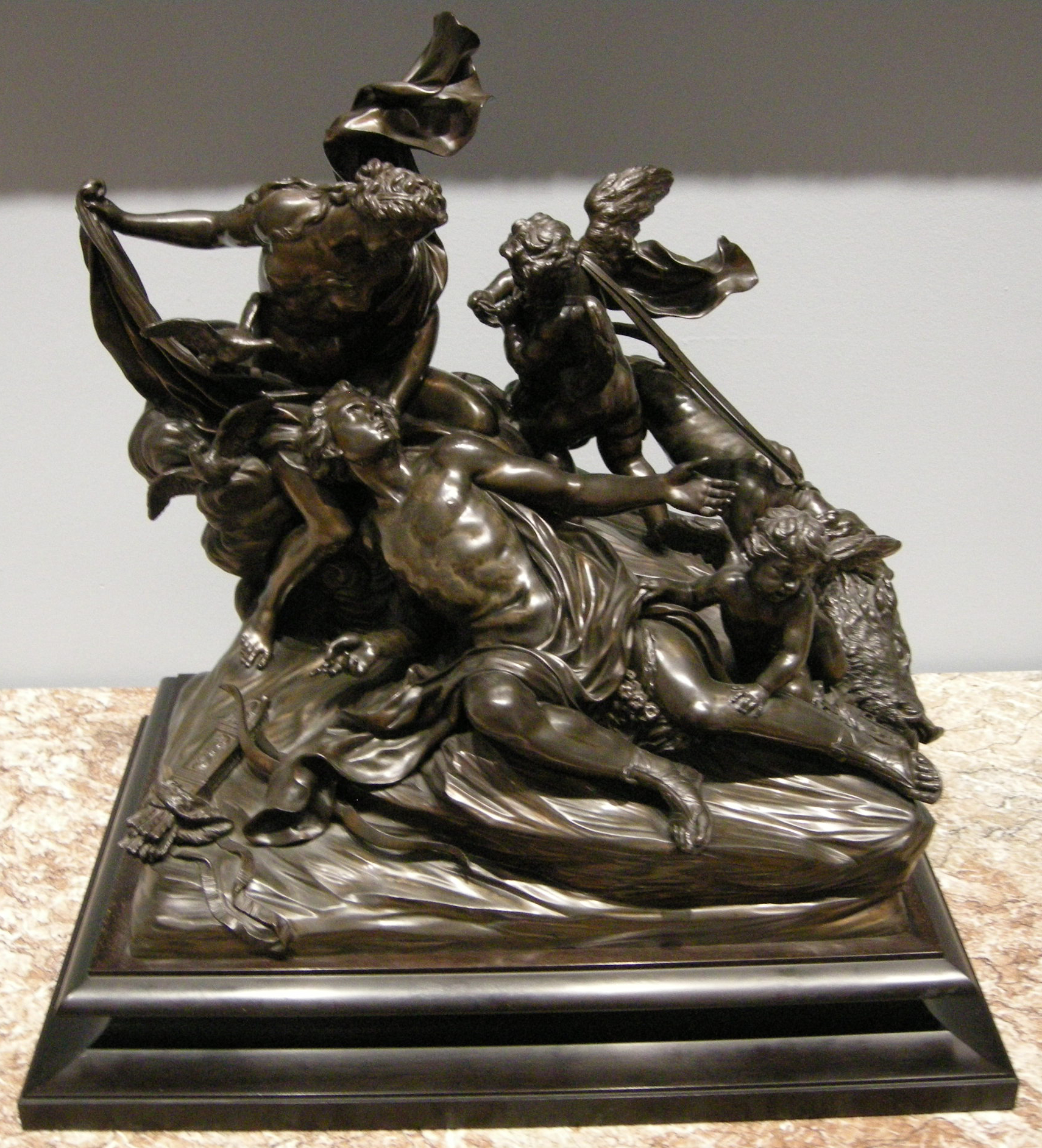
Массіміліано Сольдані. «Венера оплакує смерть Адоніса на полюванні», бл. 1716 р.

## Твори мистецтва французьких митців

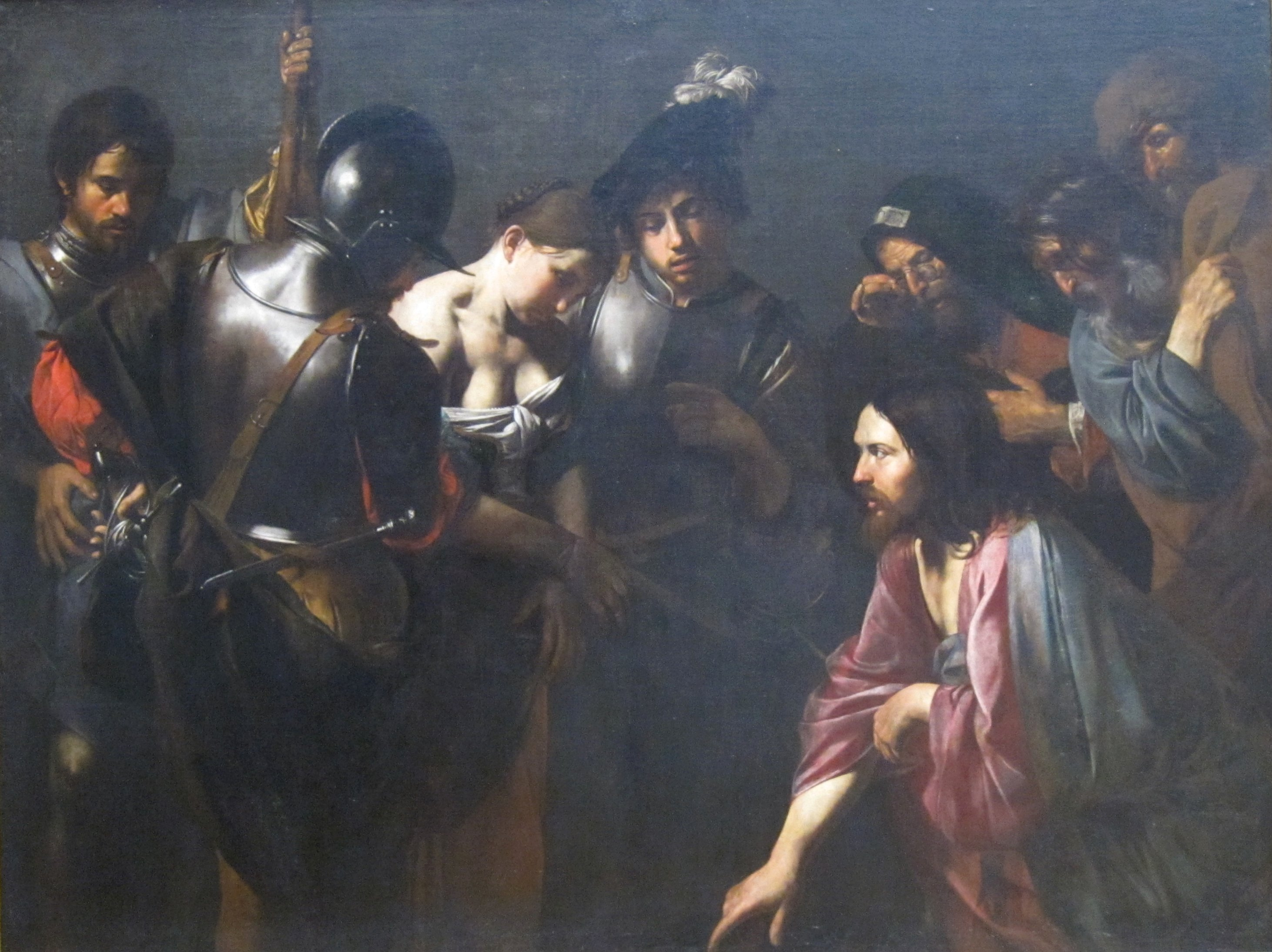
Валантен де Булонь. «Христос і грішниця», 1620-і рр.

Едуар Мане, «Портрет Жанни» або «Весна», бл 1882 р.

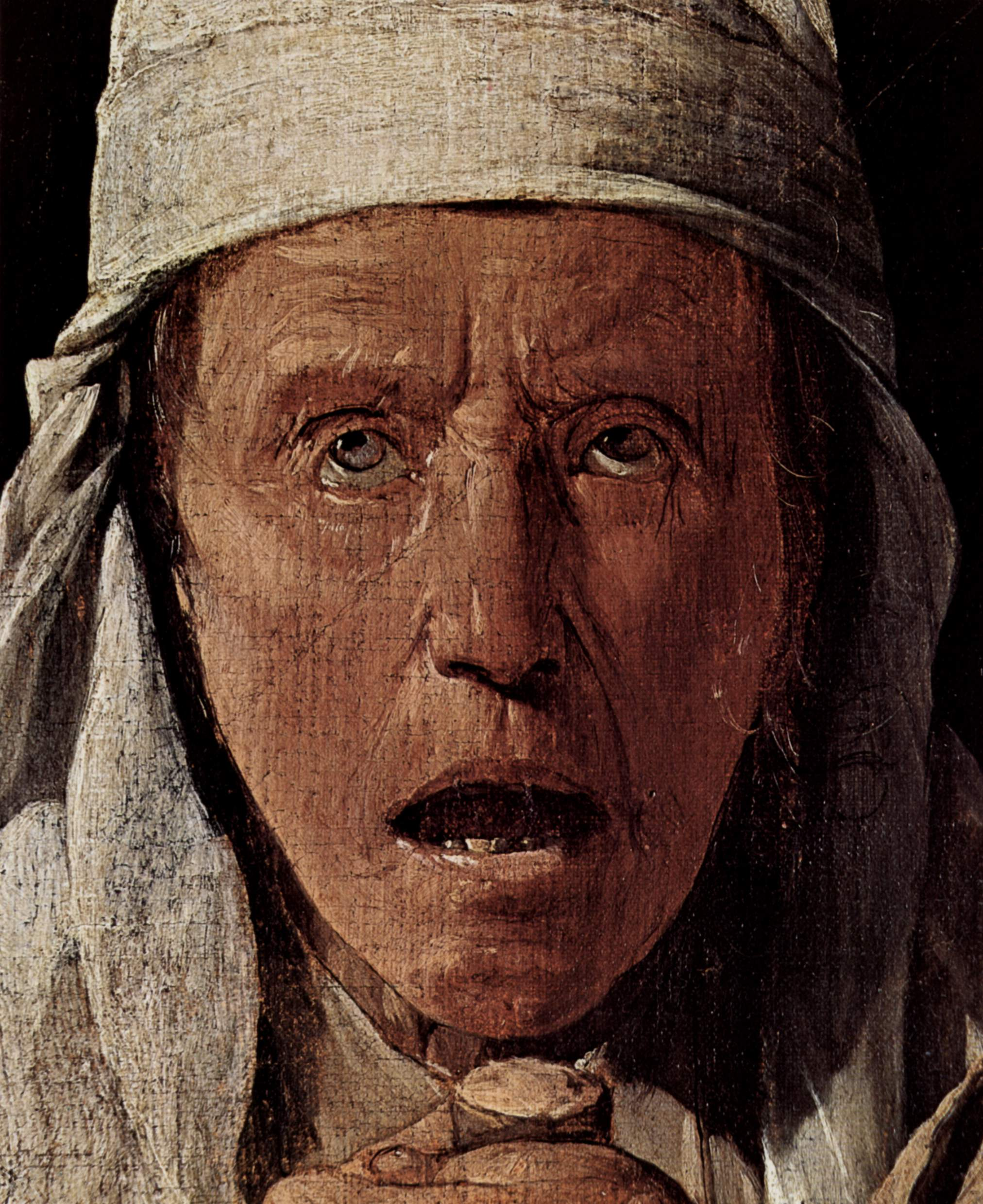
Латур. «Сліпий музикант з жінкою», фрагмент.
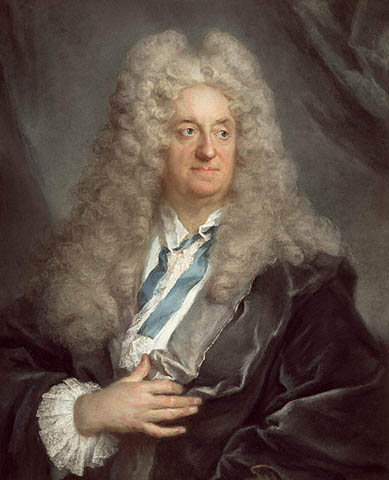
Жозеф Вівьєн. «Портрет невідомого аристократа», 1725 р.
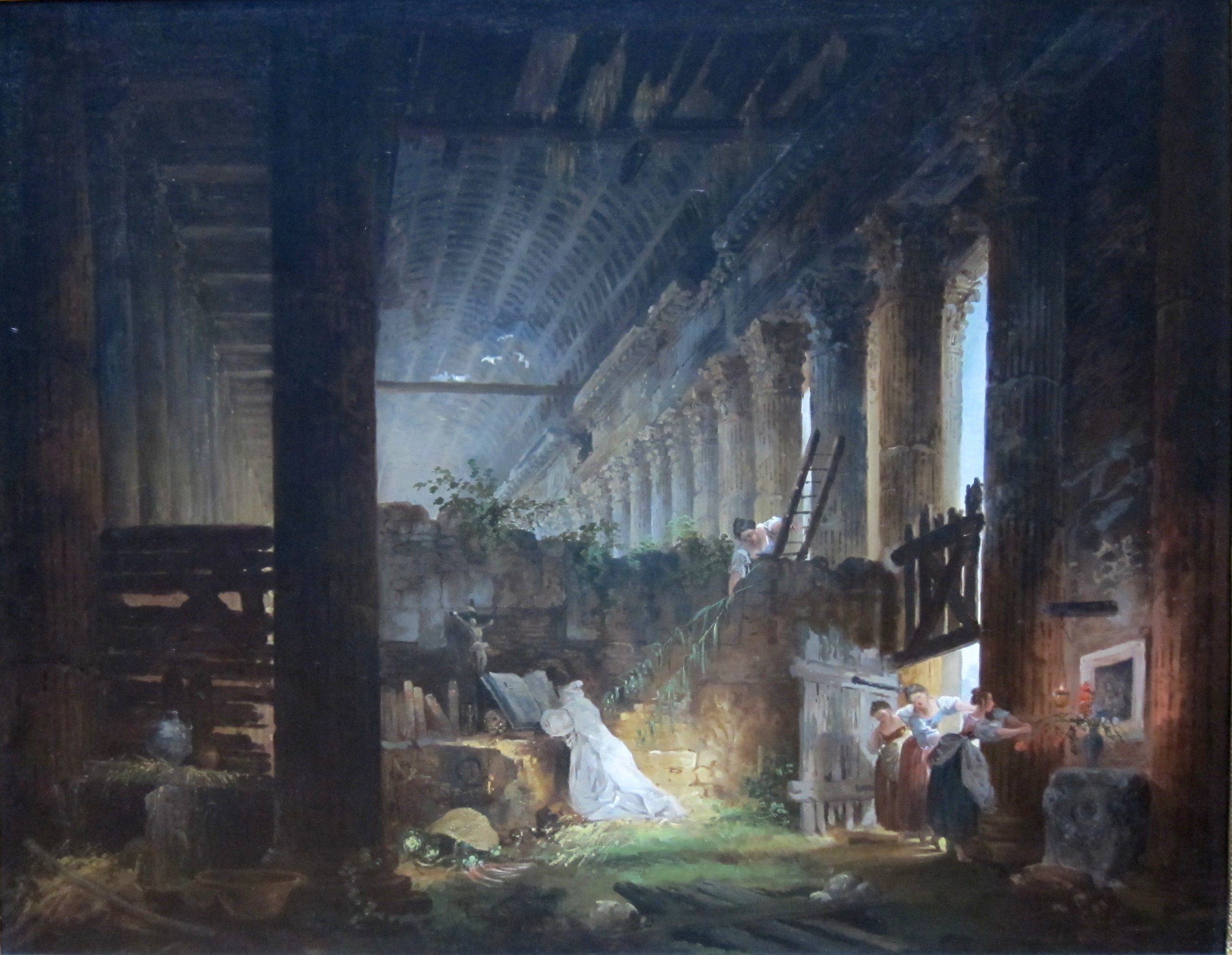
Юбер Робер. «Чернець-самітник в поруйнованому давньоримському храмі», 1760 р.
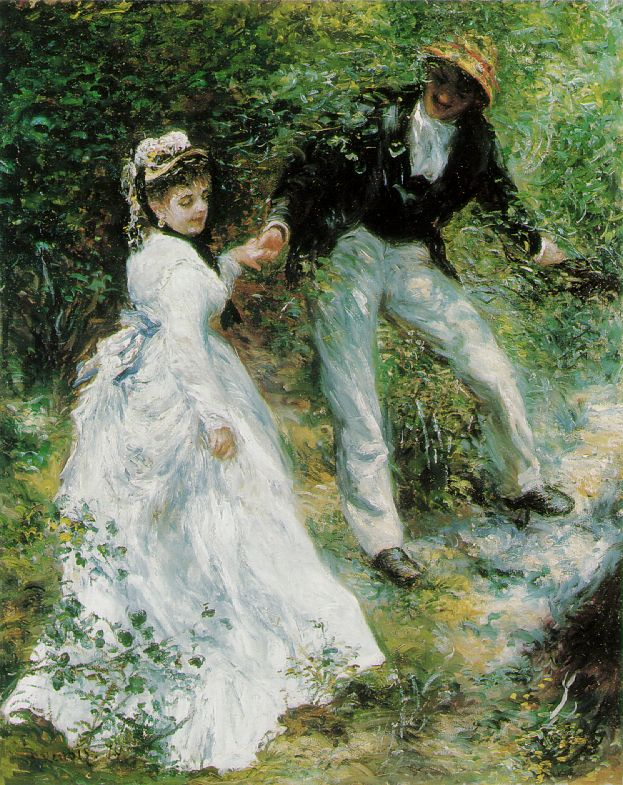
П'єр-Огюст Ренуар. «Прогулянка», 1870 р.